# Luiz Inácio Lula da Silva
Luiz Inácio Lula da Silva (nascido Luiz Inácio da Silva; Garanhuns, 27 de outubro de 1945), mais conhecido como Lula, é um ex-metalúrgico, ex-sindicalista e político brasileiro, filiado ao Partido dos Trabalhadores (PT). É o 39.º presidente do Brasil desde 2023, havendo sido também o 35.º a ocupar o cargo, entre 2003 e 2011.
De origem pobre, migrou ainda criança de Pernambuco para São Paulo com sua família. Foi metalúrgico e sindicalista, época em que recebeu a alcunha "Lula", forma hipocorística de "Luís". Durante a ditadura militar, liderou grandes greves de operários no ABC Paulista e ajudou a fundar o PT em 1980, durante o processo de abertura política. Lula foi uma das principais lideranças do movimento Diretas Já, no período da redemocratização, quando iniciou sua carreira política. Elegeu-se em 1986 deputado federal pelo estado de São Paulo com votação recorde. Em 1989 concorreu pela primeira vez à presidência da República, perdendo no segundo turno para Fernando Collor de Mello. Foi candidato a presidente por outras duas vezes, em 1994 e em 1998, perdendo ambas as eleições no primeiro turno para Fernando Henrique Cardoso. Venceu a eleição presidencial de 2002, derrotando José Serra no segundo turno. Na eleição de 2006, foi reeleito ao superar Geraldo Alckmin no segundo turno.
O governo Lula teve como marco a consolidação de programas sociais como o Bolsa Família e o Fome Zero, ambos reconhecidos pela Organização das Nações Unidas como iniciativas que possibilitaram a saída do país do mapa da fome. Durante seus dois mandatos, empreendeu reformas e mudanças radicais que produziram transformações sociais e econômicas no Brasil, que acumulou substanciais reservas internacionais, triplicou seu PIB per capita e alcançou o grau de investimento. Os índices de pobreza, desigualdade, analfabetismo, desemprego, mortalidade infantil e trabalho infantil caíram significativamente, enquanto o salário mínimo e a renda média do trabalhador tiveram ganhos reais e o acesso à escola, à universidade e ao atendimento de saúde se expandiram. Na política externa, desempenhou um papel de destaque, incluindo atividades relacionadas ao programa nuclear do Irã, ao aquecimento global, ao Mercosul e aos BRICS. Lula foi considerado um dos políticos mais populares da história do Brasil e, enquanto presidente, foi um dos mais populares do mundo. Foi sucedido no cargo pela chefe da Casa Civil no seu governo, Dilma Rousseff, eleita em 2010 e reeleita em 2014.
Após a presidência, Lula manteve-se ativo no cenário político e passou a ministrar palestras no Brasil e no exterior. Candidatou-se à presidência nas eleições de 2018, mas teve a sua candidatura indeferida por ser condenado à prisão no âmbito da Operação Lava Jato, em um julgamento controverso. Em 2019, foi liberto com base em decisão do Supremo Tribunal Federal, que anulou paulatinamente suas condenações. Com seus direitos políticos restituídos, candidatou-se à presidência pela sexta vez nas eleições de 2022 e, ao vencer Jair Bolsonaro no segundo turno, tornou-se a primeira pessoa a derrotar um presidente brasileiro candidato à reeleição e o primeiro a se tornar presidente pela terceira vez.

## Primeiros anos, trabalho e vida sindical

### Origens e infância

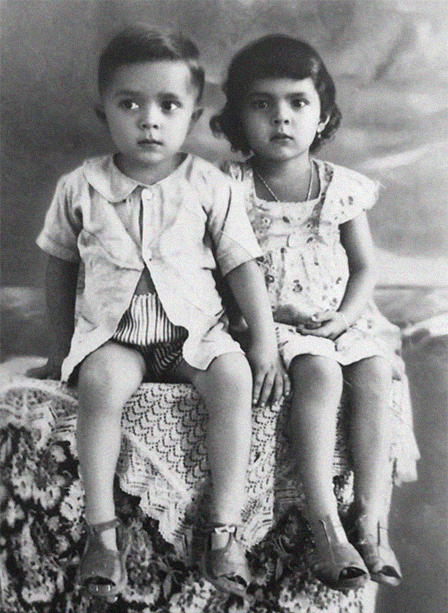
Lula em seu primeiro retrato, tirado em 1949 ao lado da irmã Maria

Luiz Inácio Lula da Silva nasceu em 27 de outubro de 1945 na localidade de Caetés, em Garanhuns, interior de Pernambuco. É o sétimo dos oito filhos de Aristides Inácio da Silva e Eurídice Ferreira de Melo, conhecida como Dona Lindu, um casal de lavradores iletrados que vivenciaram a fome e a miséria na zona mais pobre de Pernambuco. Faltando poucos dias para sua mãe dar à luz, Aristides decidiu tentar a vida como estivador em Santos, levando consigo Valdomira Ferreira de Góis, a "Mocinha", uma prima de Dona Lindu, com quem formaria uma segunda família. Quando viajaram, Mocinha já estava grávida. Aristides e Valdomira tiveram dez filhos juntos. Nos primeiros anos, Aristides enviava dinheiro a Dona Lindu.
A casa em que Lula nasceu era uma meia-água construída com estuque, sendo que seu chão era de terra. Possuía um quarto e uma sala. Não havia banheiro, de modo que os banhos ocorriam em açudes que se localizavam de seis a oito quilômetros de distância. Os filhos dormiam juntos em redes. Havia dificuldade em acessar água potável; a água que a família bebia era transportada de açudes ou de barreiros, precisando ser coada diante da quantidade de sujeira.
Em dezembro de 1952, Dona Lindu migrou para o litoral do estado de São Paulo com seus filhos para se reencontrar com Aristides. Ela acreditava que seu marido havia feito esse pedido, quando na verdade foi seu filho Jaime, que já morava com o pai, quem escreveu dizendo que esse era o desejo de Aristides. Após treze dias de viagem em um "pau-de-arara", chegaram a Guarujá, onde tiveram que dividir a convivência de Aristides com sua segunda família; ele já os havia visitado no Nordeste em 1950, quando inclusive apresentou seus novos filhos para sua primeira família.
A convivência difícil com Aristides, que era obsessivamente controlador, violento e arbitrário, levou Dona Lindu a sair de casa com os filhos, morando inicialmente em um barraco próximo de Aristides e, em 1955, se mudando para a Vila Carioca, um bairro de São Paulo. Lula e seu irmão José Ferreira de Melo — o Frei Chico — moraram algum tempo ainda com o pai, com sua segunda família, mudando-se para a capital em 1956. Após a separação, Lula quase não se reencontrou mais com seu pai, que morreu em 1978 e foi enterrado como indigente. Lula e seus irmãos só souberam da morte de Aristides vários dias após o enterro.

### Educação e trabalho
Durante o período em que as duas famílias de seu pai conviveram, Lula foi alfabetizado no Grupo Escolar Marcílio Dias, apesar da falta de incentivo do pai, analfabeto, que entendia que seus filhos não deveriam ir à escola, mas apenas trabalhar. Ainda quando morava no Guarujá, aos oito anos, trabalhou como vendedor no cais. Tinha que ir ao mangue para retirar lenha, marisco e caranguejo, além de buscar água e trabalhar eventualmente como vendedor nas ruas.

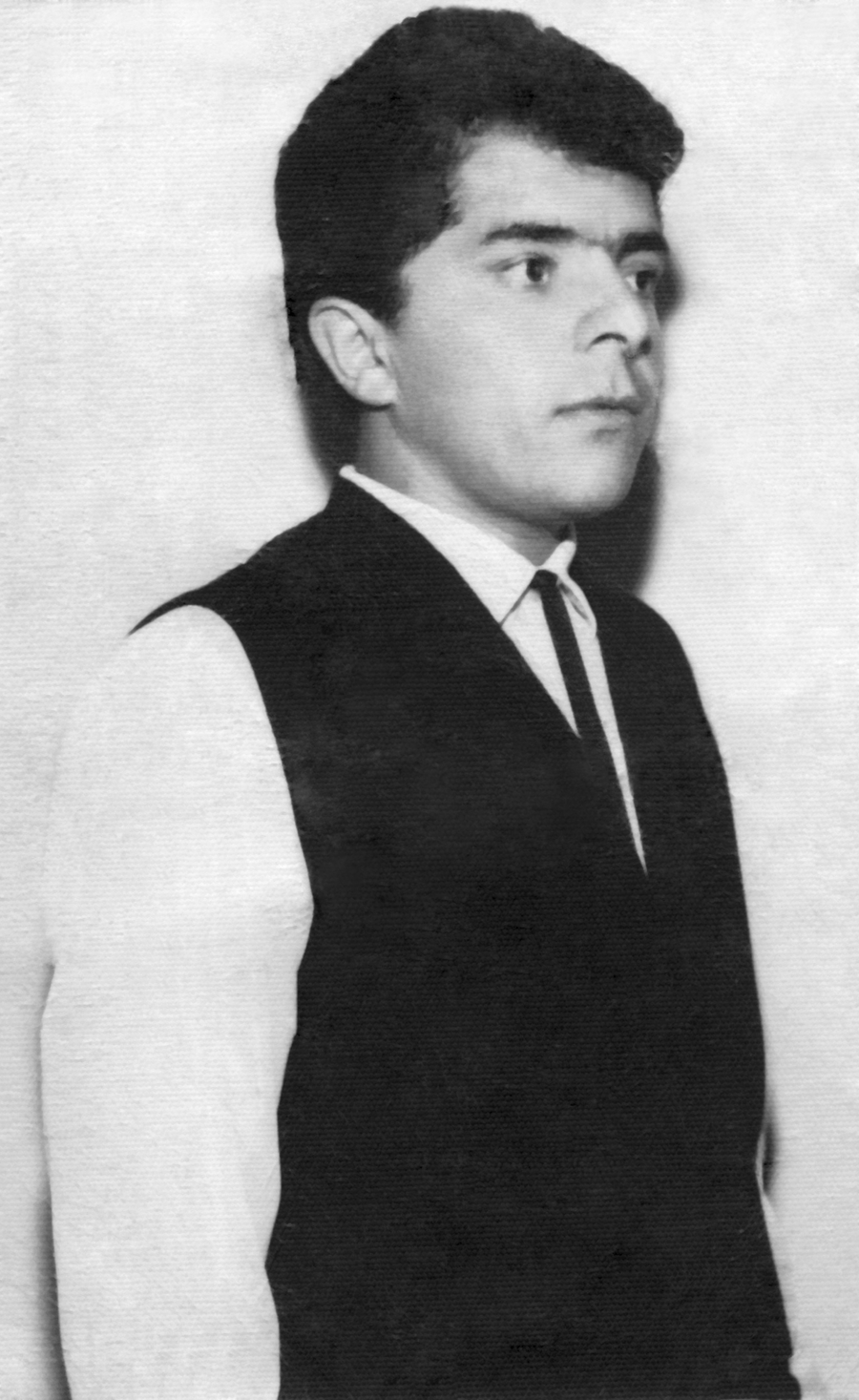
Lula durante a juventude

Aos doze anos, já em São Paulo, começou a trabalhar como entregador de roupas de uma tinturaria a fim de contribuir na renda familiar. Durante o mesmo período também trabalhou como engraxate e auxiliar de escritório. Em 1960, conseguiu seu primeiro emprego com carteira assinada, como office-boy nos Armazéns Gerais Colúmbia. Após, passou a trabalhar como aprendiz de torneiro mecânico na metalúrgica Parafusos Marte. Em 1961, foi aprovado em um curso de tornearia mecânica que era mantido por um convênio entre o Serviço Nacional de Aprendizagem Industrial (SENAI) e a Parafusos Marte. Nos próximos dois anos, trabalhava por meio período na Parafusos Marte e no outro meio período estudava no SENAI. Em 1963, recebeu seu diploma de meio-oficial de torneiro-mecânico no SENAI.
Posteriormente, refletindo sobre o impacto de sua formação como torneiro mecânico, Lula afirmou: "O SENAI foi a melhor coisa que aconteceu na minha vida. Por quê? Porque aí, eu fui o primeiro filho da minha mãe a ter uma profissão, eu fui o primeiro filho da minha mãe a ganhar mais que o salário mínimo, eu fui o primeiro a ter uma casa, eu fui o primeiro a ter um carro, eu fui o primeiro a ter uma televisão, eu fui o primeiro a ter uma geladeira. Tudo por conta dessa profissão, de torneiro mecânico, por causa do SENAI".
Na Parafusos Marte, Lula participou de movimentos grevistas pela primeira vez. Quando sua reivindicação por aumento salarial não logrou êxito, deixou a Parafusos Marte pela Metalúrgica Independência. Foi ali que, em 1964, esmagou seu dedo em um torno mecânico, tendo que esperar horas até que o dono da fábrica chegasse e o levasse ao médico, que optou por cortar o resto do dedo mínimo da mão esquerda. Nos meses iniciais, sentia muita vergonha da mutilação, buscando esconder a mão no bolso.
De 1964 a 1965, trabalhou na Fris-moldu-car como meio oficial torneiro. Após não ir trabalhar em um sábado, foi demitido. No ano de 1965, ficou muito tempo desempregado, assim como seus irmãos, época em que passaram por privações, sobrevivendo de trabalhos eventuais, os chamados "bicos". Em 1966, foi admitido nas Indústrias Villares, uma grande empresa metalúrgica de São Bernardo do Campo, no ABC Paulista. Lula ali trabalhou como torneiro mecânico, recebendo um salário muito mais alto que o dos seus empregos anteriores. Igualmente, as Indústrias Villares era maior e mais organizada se comparada com as metalúrgicas em que havia trabalhado. Lula se manteve ligado à empresa até 1980.

### Sindicalismo
Quando o golpe de Estado de 1964 foi deflagrado, Lula não se insurgiu; naquele momento, não possuía interesse em temas que envolviam a política e, como descreveu mais tarde, "eu não tinha a menor noção do significado daquilo". Em 1968, filiou-se ao Sindicato de Metalúrgicos de São Bernardo do Campo e Diadema. Lula relutou em filiar-se e candidatar-se a um cargo sindical pois à época tinha uma visão negativa do sindicato e seu grande lazer era jogar futebol. Apesar de não ter qualquer experiência sindical, já era apontado como pessoa carismática, que se destacava e dizia o que os trabalhadores queriam escutar. Convencido a integrar a chapa, sob influência de seu irmão Frei Chico, militante do Partido Comunista Brasileiro (PCB) e do Sindicato dos Metalúrgicos de São Caetano do Sul, elegeu-se no 19.º lugar na lista dos 25 diretores e suplentes, continuando a exercer suas atividades de operário.

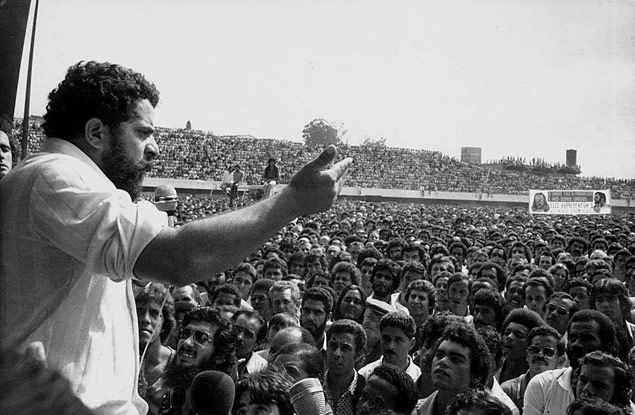
Lula discursando para metalúrgicos em 1979

Empossado suplente no Sindicato de Metalúrgicos de São Bernardo do Campo e Diadema, Lula passou a gostar das atividades sindicais e, segundo narrou, foi quando obteve "um mínimo de consciência de classe". Tornou-se uma presença ativa na vida sindical, procurando acompanhar o atendimento jurídico conferido aos filiados. Tinha uma abordagem conciliadora com seus adversários durante as negociações, o que lhe garantiu destaque entre as lideranças sindicais da região, mas não era considerado um orador notável. Conforme recordou, "eu era tão inibido que, quando citavam meu nome numa assembleia, eu já ficava vermelho". No decorrer de seu período como sindicalista, participou de inúmeros cursos que abordavam relações entre empresas e trabalhadores, a legislação sobre o tema e estudou ainda oratória.
Nas eleições sindicais de 1972, seu trabalho na suplência lhe rendeu a indicação unânime para a primeira secretaria, que na hierarquia era superada apenas pela presidência. Após a vitória de sua chapa, que era liderada por Paulo Vidal, foi dispensado das atividades como operário, recebendo seu salário integral. Foi criada a Diretoria de Previdência Social e FGTS, que lhe foi atribuída. Também viajou pelo Brasil buscando representar o sindicato e defendendo a visão que a entidade possuía sobre o "novo sindicalismo brasileiro". Na época, o líder comunista Emílio Bonfante Demaria tentou convencê-lo a filiar-se ao partido, mas Lula não se interessou nem pelo PCB, nem por "nenhuma outra organização clandestina".
Em 1975, Lula foi eleito presidente do sindicato, em um pleito que não contou com chapas opositoras. Nos bastidores do movimento sindical, acreditava-se que Vidal, agora primeiro secretário, continuaria liderando a categoria, enquanto Lula, como uma estrela em ascensão do "novo sindicalismo", exerceria um papel decorativo. A posse da nova diretoria contou com a presença do governador Paulo Egydio Martins; anos depois, Paulo Egydio revelou que decidiu ir na solenidade pois acreditava que Lula era um desafeto dos comunistas. Lula eventualmente afastou a influência de Vidal no sindicato.

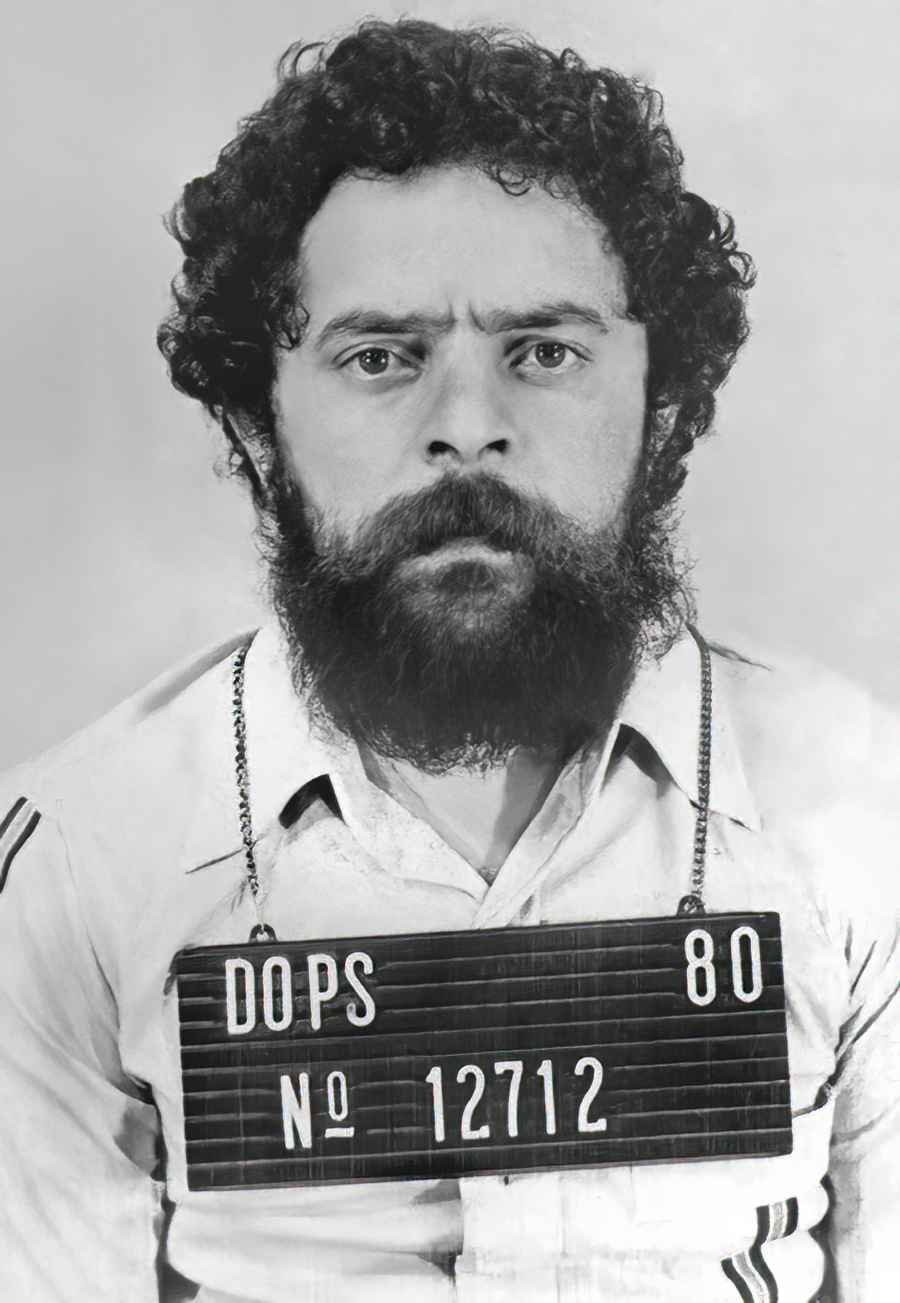
Foto da ficha de Lula no DOPS de São Paulo, registrada em 1980

Na presidência, ganhou projeção nacional ao liderar reivindicações pela reposição dos salários. Lula tentou estabelecer sua imagem como um agente independente, "sem o rabo preso", ao mesmo tempo em que cultivava relações com autoridades da ditadura militar, da indústria e da mídia. Quando o presidente da República, Ernesto Geisel, esteve em São Bernardo do Campo, Paulo Egydio apresentou-lhe Lula, que buscava entregar uma carta com as reivindicações. O governador descreveu Lula como "o mais importante dirigente sindical do país". Nas suas viagens para Brasília, considerou que a representatividade de trabalhadores no Congresso era baixa e, apesar de reiterar que não gostava de política, começou a se aproximar da política convencional; neste período, foi-lhe atribuído um bordão que afirmava que, se alguém quisesse criar um "partido dos trabalhadores", teria que "usar macacão".
Lula foi reeleito presidente em 1978, novamente sem oposição. No segundo mandato, com a inflação crescente diminuindo o poder de compra, a campanha pela reposição salarial ganhou força. Lula e o sindicato adotaram uma postura mais assertiva e conflituosa, organizando greves de metalúrgicos da Região do ABC no final dos anos 1970 e início dos anos 1980. A primeira iniciou em 12 de maio de 1978, reivindicando aumento salarial e melhores condições de trabalho. Nos quatro meses seguintes, as paralisações abrangeram 235 mil trabalhadores; em 1978, 539 mil trabalhadores tomaram parte de 24 greves. Em março de 1979, uma greve geral envolveu 600 fábricas da região. No Estádio 1.º de Maio, o sindicato organizou manifestações que reuniram entre 55 mil e 105 mil grevistas, familiares e espectadores. Ao término do movimento, o governo concedeu aumentos salariais superiores ao previsto.
O Poder Judiciário declarou ilegais as greves dos metalúrgicos. Por seu papel de liderança, Lula foi detido por 31 dias nas instalações do Departamento de Ordem Política e Social (DOPS) paulista, sob a acusação de violar a Lei de Segurança Nacional. O sindicato sofreu intervenção, aprovada pelo ministro Murilo Macedo, e Lula teve seu mandato suspenso temporariamente. Em 1981, foi condenado pela Justiça Militar a três anos e meio de detenção por incitação à desordem coletiva, tendo, porém, recorrido e sido absolvido no ano seguinte. Por outro lado, as greves no ABC fizeram com que ganhasse proeminência nacional e internacional. O The New York Times escreveu em 1981 que "Luiz Inácio da Silva é para o Brasil o que Lech Wałęsa é para a Polônia". Além disso, tais eventos levaram-no a ser conhecido por seu "comando carismático". Em 2010, a historiadora Lilia Schwarcz ressaltou, juntamente com o carisma, sua retórica "sedutora" e "linguagem populista".

## Início da carreira política e criação do Partido dos Trabalhadores

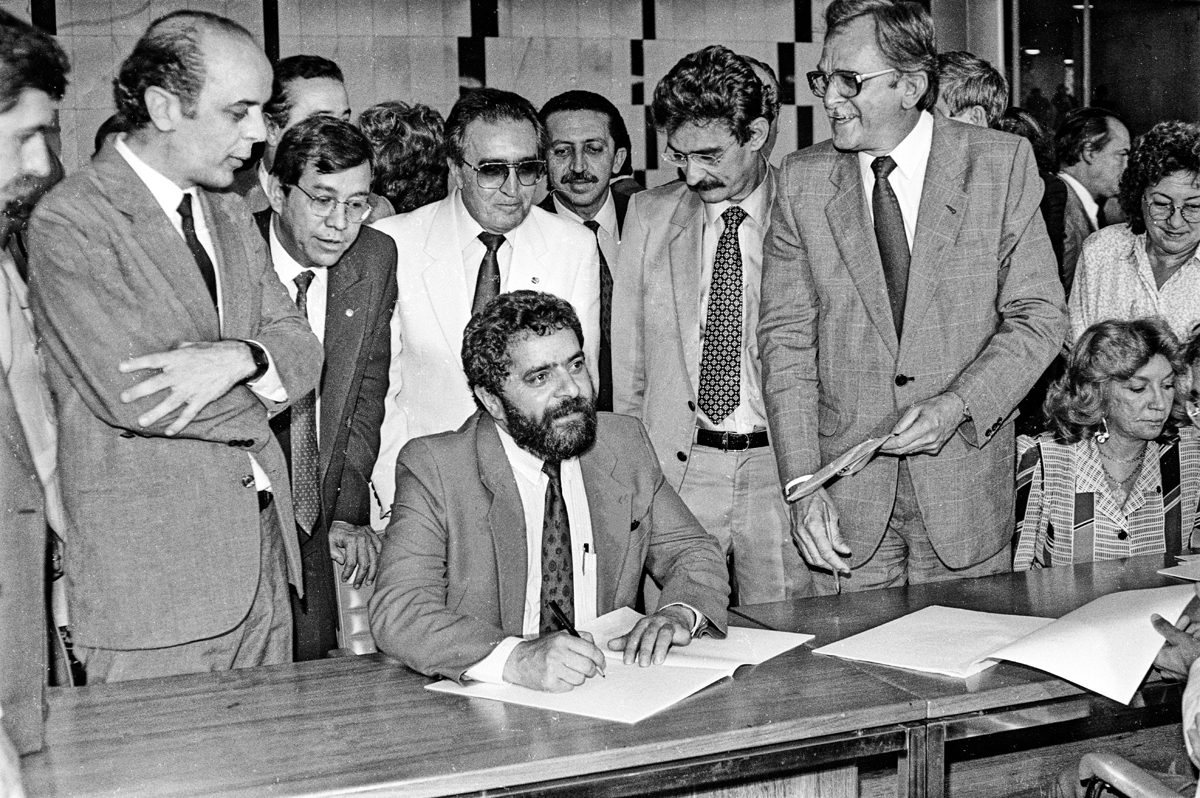
Lula rodeado por outros membros da Assembleia Nacional Constituinte de 1987, entre eles José Serra

Apesar de cético em relação aos políticos e partidos dominantes na ditadura, Lula e seus assessores apoiaram candidatos a cargos eletivos — dentre eles, Fernando Henrique Cardoso em sua campanha ao Senado em 1978. Durante a greve de 1979, começou a sugerir a necessidade de estabelecer um partido político. Naquele ano, iniciaram-se as preparações para a criação do Partido dos Trabalhadores, com Lula atuando como um dos principais dirigentes sindicais aliados e assumindo a presidência da executiva nacional em 26 de maio de 1980, uma semana após deixar a prisão no DOI-CODI. Em agosto de 1980, discursou: "O PT é uma coisa muito prática [...] Estamos precisando de um instrumento, uma ferramenta, para abrir espaço pra participação política do trabalhador. E o PT é isso!" O partido gradativamente reuniu personalidades da esquerda, do PCB até a Ação Popular. Com feições radicais, o PT rejeitava todos os modelos de esquerda existentes, adotando um discurso socialista que seria apoiado pelas "massas em luta".
Em fevereiro de 1980, Lula anunciou publicamente a criação do PT, e o partido foi reconhecido formalmente pelo Tribunal Superior Eleitoral em 11 de fevereiro de 1982. Candidato a governador de São Paulo na eleição de novembro, Lula ficou em quarto lugar, com 1,1 milhão de votos votos, o equivalente a 10,77%. O resultado, aquém do esperado, levou-o a uma "profunda depressão", sendo questionada sua permanência como liderança política. Acabou decidindo permanecer politicamente ativo, tendo sido aconselhado por Fidel Castro a não abandonar a política. Em 1984, foi uma das principais lideranças das Diretas Já, movimento que buscava restabelecer o voto direto para presidente. O Congresso não promulgou a Emenda Dante de Oliveira e a eleição presidencial foi novamente indireta. O PT boicotou o processo e a maioria de seus deputados federais se abstiveram na votação que elegeu Tancredo Neves.
No pleito de 1986, Lula decidiu disputar uma vaga na Câmara dos Deputados. Eleito com 651 mil votos, a maior votação para o cargo até aquele momento, foi empossado como deputado federal, integrando a Assembleia Nacional Constituinte de 1987, responsável pela elaboração da Constituição Federal de 1988. A experiência como parlamentar não lhe foi gratificante. Considerava os colegas elitistas e sua esposa e família permaneceram residindo em São Bernardo do Campo. Acreditava que os discursos não resolviam os problemas — e sequer eram ouvidos pelos demais deputados. Em meados de 1987, considerou renunciar, mas foi aconselhado a manter o cargo para não prejudicar uma candidatura à presidência. Lula foi assíduo em 95% das votações ocorridas na Câmara; algumas vezes, votava conforme o desejo do PT, ao invés de seu próprio, como forma de incentivar a disciplina partidária.
Durante os trabalhos da Constituinte, Lula votou a favor do direito de greve, do aviso prévio proporcional, da reforma agrária, da estabilidade do dirigente sindical, do turno de seis horas de trabalho, do aumento real do salário mínimo, da licença-paternidade, da nacionalização do petróleo, da redução de 44h para 40h da jornada de trabalho e da manutenção do presidencialismo como sistema de governo. Entre 1987 e 1990, encaminhou seis projetos de leis e proferiu 69 discursos na tribuna da Câmara. Também foi favorável à limitação do direito de propriedade privada, ao aborto, ao voto aos 16 anos, à estatização do sistema financeiro, à criação de um fundo de apoio à reforma agrária e ao rompimento de relações diplomáticas com países que adotassem políticas de discriminação racial. Na publicação Quem foi Quem na Constituinte, produzida pelo DIAP, foi descrito como "[...] incansável na defesa dos direitos sociais dos trabalhadores. Demonstrou habilidade e revelou-se um competente negociador. Votou a favor da nacionalização das reservas minerais, da reforma agrária e da proteção da empresa nacional. Disse não aos cinco anos [de mandato] para [José] Sarney".

## Campanhas presidenciais

### Candidatura à Presidência da República em 1989

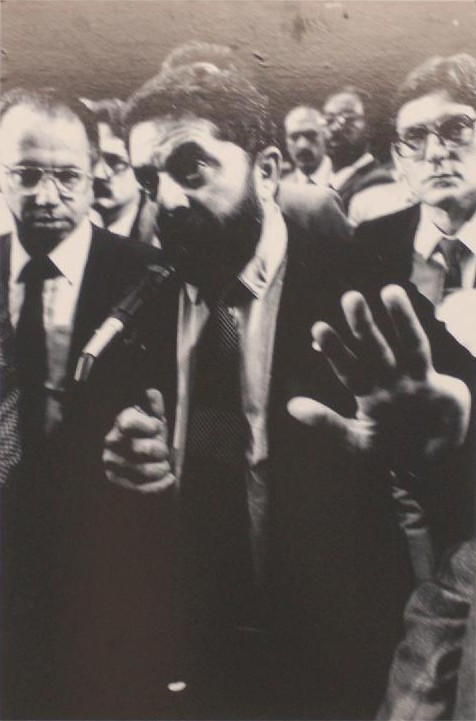
Lula no final dos anos 1980

Em 1989, realizou-se a primeira eleição direta para presidente da República desde o golpe militar de 1964. Numa disputa fragmentada, as pesquisas de opinião para o primeiro turno revelavam a liderança de Fernando Collor, ex-governador de Alagoas, cuja campanha focava em apresentá-lo como um "candidato contra o sistema" que se empenharia em perseguir os "marajás", e intitulá-lo como "o oposto de José Sarney". As candidaturas de Lula e de Mário Covas, do Partido da Social Democracia Brasileira (PSDB), angariaram sólido apoio de seus respectivos partidos políticos. Outros candidatos incluíram Leonel Brizola, que reivindicava o papel de herdeiro do populismo de Getúlio Vargas, Paulo Maluf, candidato da direita, e Ulisses Guimarães, que presidiu a Assembleia Constituinte e era um símbolo da oposição à ditadura. De acordo com as novas regras constitucionais estabelecidas, era necessário que um candidato recebesse mais de 50% dos votos válidos para vencer no primeiro turno.
Lula foi apoiado pela "Frente Brasil Popular", uma coligação de partidos de esquerda — PT, PSB e PC do B. Como companheiro de chapa, escolheu o senador gaúcho José Paulo Bisol. Sua campanha era amadora, não possuindo recursos financeiros suficientes e apoio técnico. Lula chegou a cogitar desistir quando pesquisas indicavam que suas intenções de votos eram de 2,5%. No entanto, com o início da propaganda eleitoral gratuita, atraiu maior apoio do eleitorado. O manifesto do PT advogou pelo desfalque da dívida externa e por uma reforma agrária. Tidas como radicais, as propostas mobilizaram setores da classe média e de conservadores a se oporem à sua candidatura.
Em abril de 1989, tornou-se pública a existência de sua filha, Lurian, fruto de um relacionamento com Miriam Cordeiro, assim como a acusação de Miriam de que Lula havia-lhe prometido dinheiro para abortar Lurian. A acusação foi explorada pelos adversários e, quando Lurian tentou se suicidar, Lula ficou "severamente depressivo". A campanha de Lula precisou ainda disputar uma vaga no segundo turno com Brizola, pois era improvável que dois candidatos de esquerda avançassem para a etapa final. Neste contexto, Brizola acusou o candidato a vice de Lula de utilizar indevidamente seu cargo de senador para receber empréstimos. Na primeira votação, Collor liderou, com 30,48% dos votos, seguido por Lula (17,19%) e Brizola (16,51); a diferença entre os dois últimos foi de 454 mil votos, num universo de 67,6 milhões de votos válidos.
No segundo turno, Lula recebeu apoio do PDT, do PCB, do PMDB e do PSDB, e Collor dos demais partidos. As pesquisas revelavam a vantagem de Collor que, contudo, reduziu-se ao ponto de, às vésperas da votação, haver um empate técnico entre os candidatos. Em uma atmosfera tensa, com troca de acusações mútuas, a campanha petista buscou suavizar a imagem de Lula com uma visão otimista — dentre as iniciativas, lançou o jingle "Lula Lá". No último debate, ocorrido na TV Globo, a emissora foi acusada de favorecer Collor e, em 11 de dezembro, o empresário Abilio Diniz foi sequestrado por integrantes do Movimento de Esquerda Revolucionária, sendo libertado um dia antes da votação. Os jornais publicaram que camisetas e faixas do PT foram encontradas com os sequestradores. Em 17 de dezembro, Collor foi eleito presidente da República, derrotando Lula por 53% a 47%, uma margem de quatro milhões de votos. Com exceção da região Sul, Collor venceu no restante do país. Nos estados, Lula ganhou no Distrito Federal (62,7%), em Pernambuco (50,9%), no Rio Grande do Sul (68,7%) e no Rio de Janeiro (72,9%).

### Campanhas de 1994 e 1998

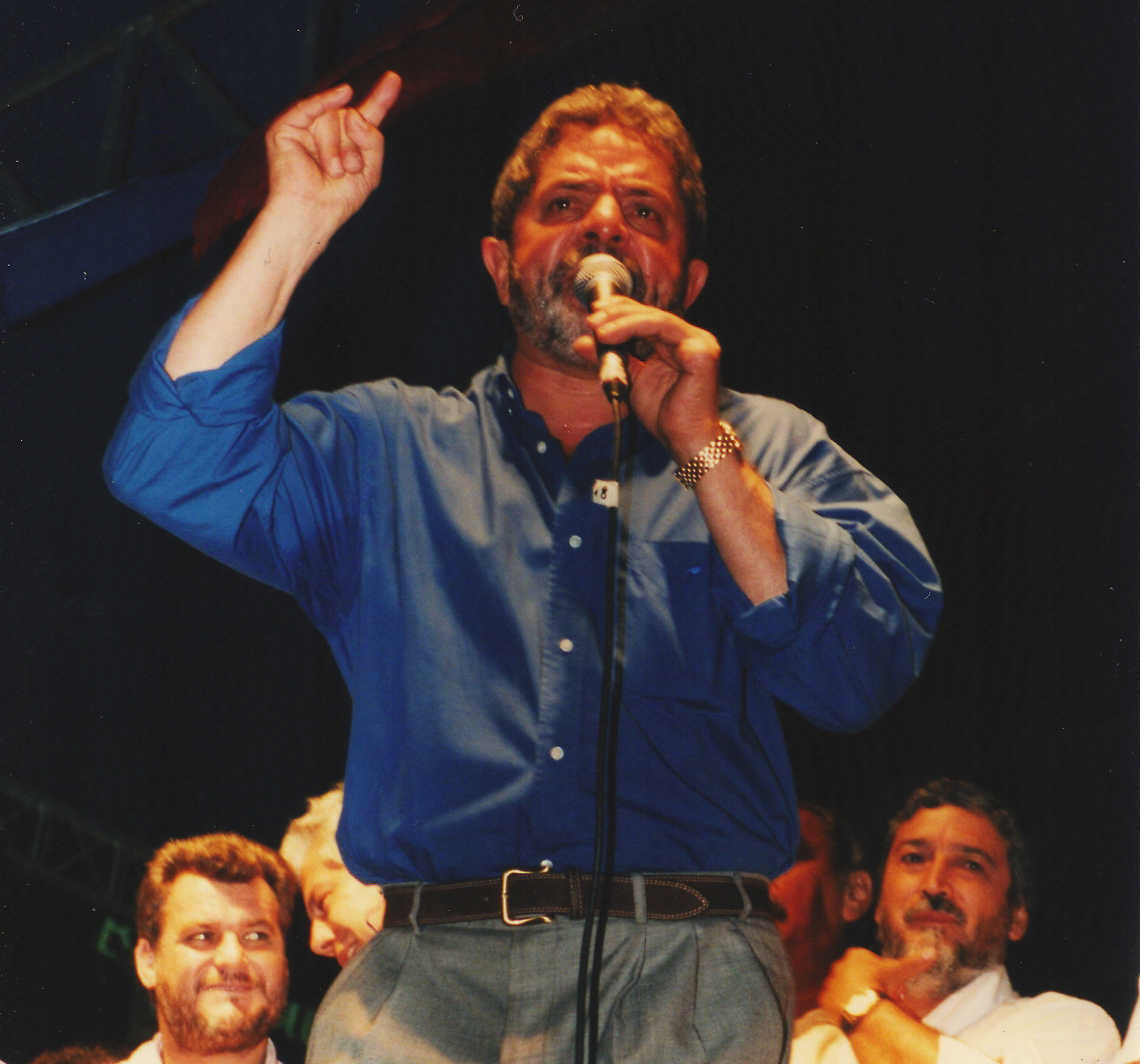
Lula discursando em 1999

No governo Collor, Lula se dedicou ao fortalecimento do PT, retornando à presidência do partido em junho de 1990. Em paralelo a seu compromisso com o socialismo, concluiu que, com a derrota no pleito de 1989, necessitava formar alianças com o centro e com a direita. Por meio do manifesto "O Socialismo Petista", o partido se comprometeu com os valores da democracia plural, classificou a União Soviética como antidemocrática, apoiou movimentos como o Solidariedade polonês e criticou o que denominava de imperialismo norte-americano e o capitalismo. Em julho de 1990, o partido formou um "governo paralelo", imitando o shadow cabinet inglês, para fiscalizar o governo Collor, apresentar propostas e "treinar" um eventual governo da sigla. Lula foi um dos líderes do governo paralelo. Em 1992, foi um dos articuladores do movimento que culminou no afastamento de Collor. No plebiscito sobre o sistema de governo em 1993, apoiou o parlamentarismo. No mandato de Itamar Franco, manteve boas relações pessoais com o presidente, mas permaneceu na oposição ao seu governo.
Em 1993, Lula percorreu o país na "Caravana da Democracia", viajando a 23 estados, com vistas a pavimentar sua segunda candidatura presidencial. Em seus discursos, focava nas necessidades dos pobres e afirmava que a classe política era descolada de suas demandas. O candidato do PT comandou as pesquisas de opinião com folga até meados de 1994, quando o sucesso do Plano Real — que Lula menosprezava e classificava como estelionato eleitoral — fortaleceu a candidatura de Fernando Henrique Cardoso, ministro da Fazenda que foi lançado como o candidato governista. No primeiro turno, FHC foi eleito com 54,3% dos votos, ante os 27% de Lula. A derrota avassaladora da candidatura petista era inconcebível dois anos antes, sendo a vitória de FHC atribuída ao sucesso do Plano Real. Lula continuou sua atuação como opositor e se dedicou a concorrer à presidência novamente. Em 1995, deixou a presidência do PT.
Em 1998, Lula concorreu à presidência contra FHC. Desta vez, com o antigo rival Leonel Brizola como candidato a vice-presidente em sua chapa. Buscando construir novos segmentos de apoio, dialogou com representantes de igrejas evangélicas. Lula tentou culpar FHC pela crise econômica, mas a estratégia não funcionou. Novamente, a eleição foi decidida em primeiro turno, com a reeleição de FHC, com 35,9 milhões de votos a 21,4 milhões de Lula. Após a derrota, debateu com assessores sobre a possibilidade de ser substituído por outro nome da esquerda na eleição seguinte. Lula incentivou colegas de partido como Tarso Genro e Eduardo Suplicy a percorrerem o país, de modo a testar suas viabilidades eleitorais. Ainda assim, o partido definiu que Lula era a melhor opção, e ele derrotou Suplicy nas prévias presidenciais do PT em 2002 por 84,4% a 15,6%.

### Vitória em 2002

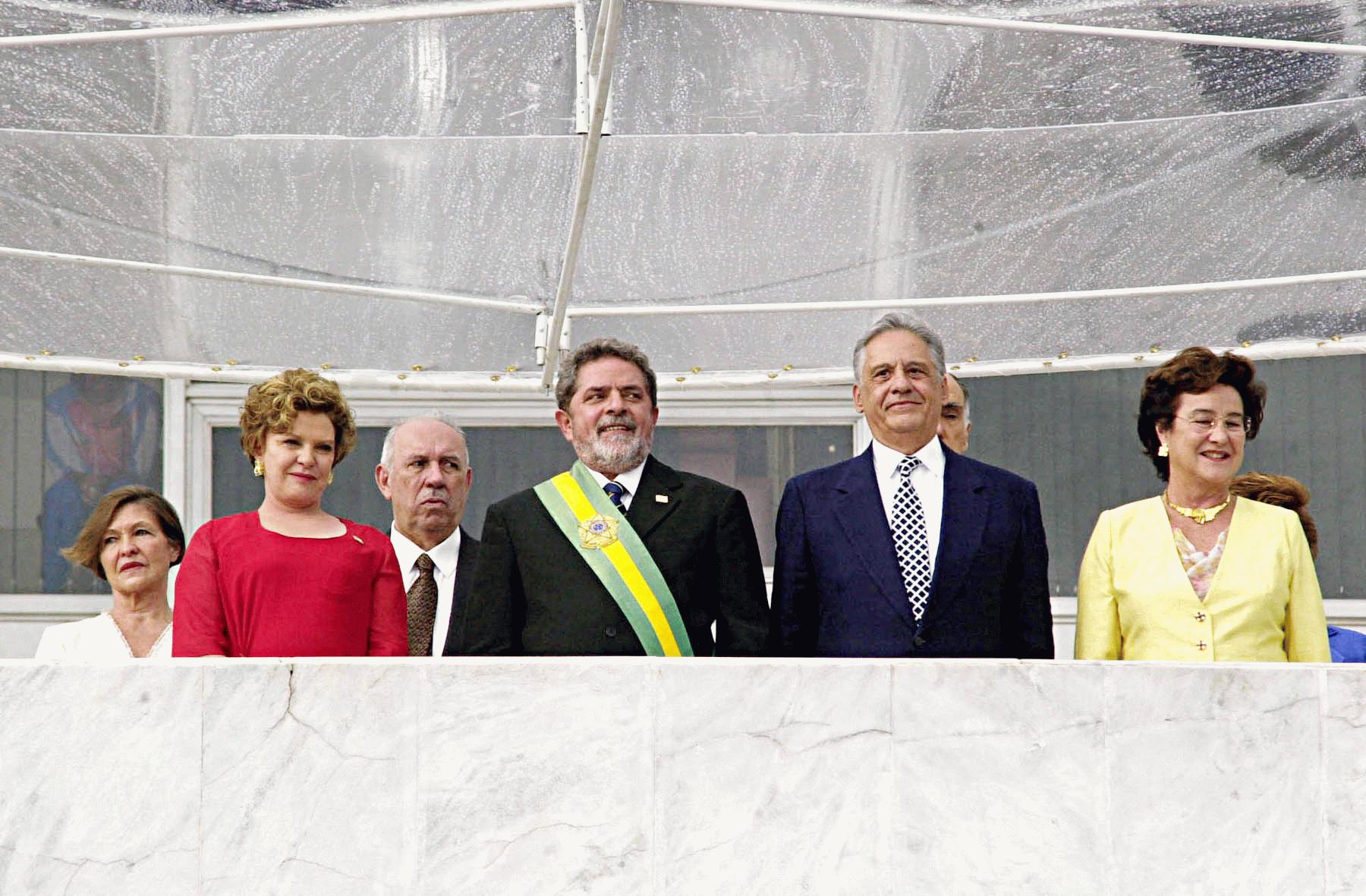
Lula e a primeira-dama Marisa Letícia, ao lado do ex-presidente Fernando Henrique Cardoso e da ex-primeira-dama Ruth Cardoso, no parlatório do Palácio do Planalto na posse em 1.º de janeiro de 2003

Decidido a concorrer à presidência pela quarta vez, Lula abdicou dos "erros" cometidos em campanhas anteriores, como manifestações de posições tidas como radicais. Para aumentar sua base de apoio, pactuou os compromissos necessários em termos de alianças e de programa eleitoral. Como marqueteiro, contratou Duda Mendonça, que havia trabalhado em campanhas de Collor e Maluf. No âmbito social, a proposta mais atrativa era acabar com a fome. Em junho de 2002, publicou a "Carta ao povo brasileiro" para acalmar o mercado financeiro. No texto, comprometeu-se a equilibrar o desenvolvimento econômico com a justiça social, a controlar a inflação, a respeitar o equilíbrio fiscal e a administrar a dívida interna e externa. Para a vice-presidência, escolheu o senador e empresário José Alencar, que atuou como ponte entre o petista e o mercado.
A campanha de Lula focou nas cidades mais populosas do país. O leque de alianças foi mais amplo, aglutinando forças políticas anteriormente rivais. No primeiro turno, Lula conquistou 39 milhões de votos, representando 46,4% do total de votos válidos, seguido por José Serra, Anthony Garotinho e Ciro Gomes. Candidato do governo FHC, Serra havia recebido 23,2% dos votos. A campanha de segundo turno entre ambos foi estável, com Lula atraindo a declaração de votos de políticos como Antônio Carlos Magalhães. Em 28 de outubro, foi eleito com 61% dos votos, vencendo em todos os estados e no Distrito Federal, salvo em Alagoas. Sua eleição representou a primeira vitória de um candidato presidencial de esquerda no país. No seu discurso de diplomação, afirmou: "E eu, que durante tantas vezes fui acusado de não ter um diploma superior, ganho o meu primeiro diploma, o diploma de presidente da República do meu país".

## Presidência do Brasil (2003–2011)

### Primeiro mandato

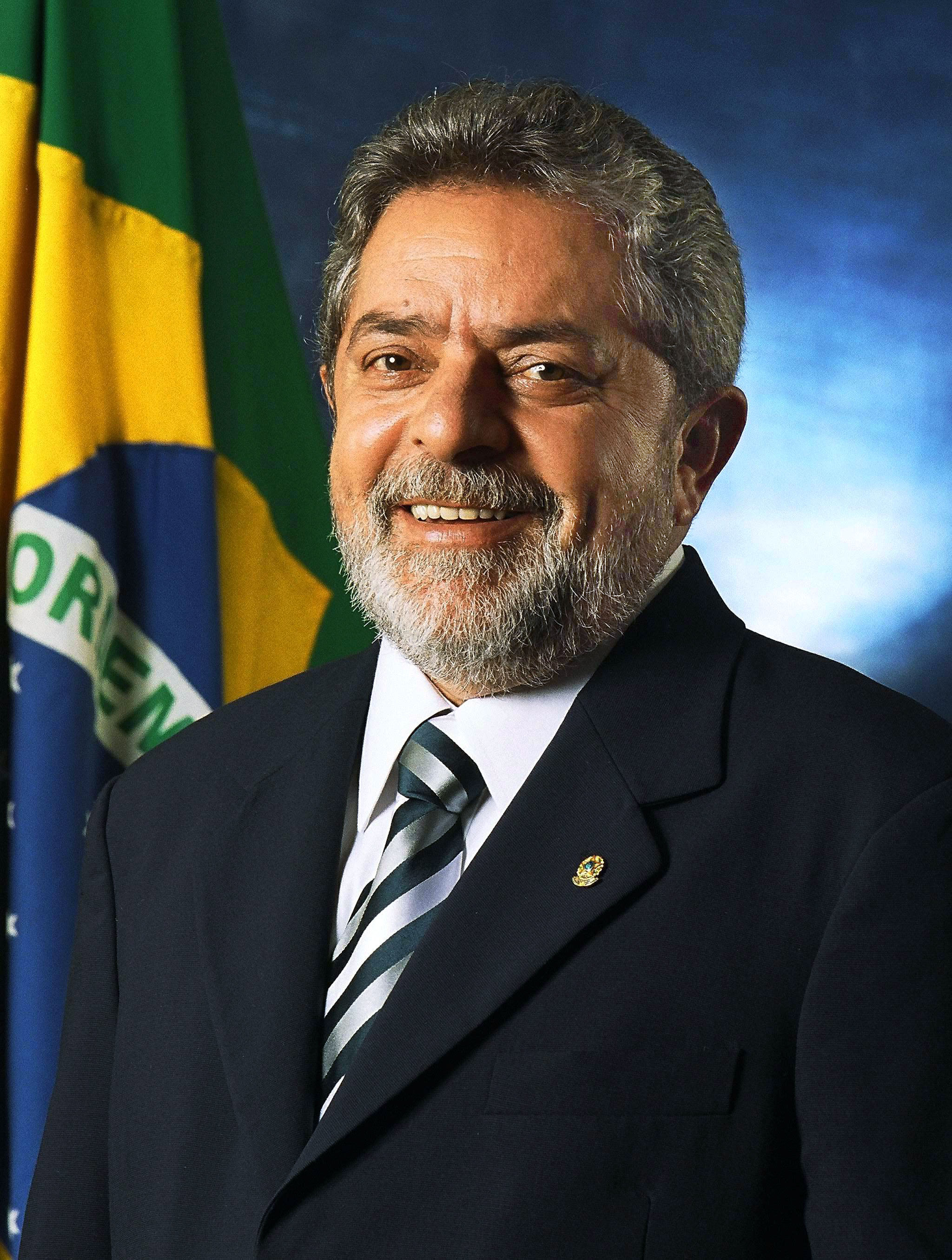
Foto oficial do primeiro mandato de Lula

Lula foi empossado como o 35.º presidente da República em 1.º de janeiro de 2003, tornando-se o primeiro filiado ao PT e o primeiro ex-operário a ocupar o cargo. Em seu discurso de posse, classificou a data como o "dia do reencontro do Brasil consigo mesmo", prometendo combater a fome, gerar empregos, implantar políticas de proteção social, valorizar o comércio exterior e as relações internacionais, tendo a América do Sul como prioridade. Lula proclamou a chegada de uma "nova era" e convocou "todos os homens e mulheres brasileiros, empresários, sindicalistas e intelectuais, a construir uma sociedade mais justa, fraterna e solidária". Desejando estabelecer um governo de coalizão, a composição ministerial contava com 34 pastas, das quais 18 foram destinadas a petistas, englobando ainda membros do PL, PC do B, PPS, PSB, PDT, PTB e PV. Foram nomeados políticos como Dilma Rousseff (Minas e Energia), José Dirceu (Casa Civil), Aloízio Mercadante (Fazenda), Ciro Gomes (Integração Nacional), Celso Amorim (Relações Exteriores), Marina Silva (Meio Ambiente), Gilberto Gil (Cultura) e Cristóvam Buarque (Educação).
Na presidência, Lula desejava atingir rapidamente seus objetivos relacionados à justiça social. No entanto, a equação para concretizá-los era "extraordinariamente complicada". Havia a necessidade de que o novo presidente acalmasse o mercado financeiro e ajustasse as contas públicas. A austeridade fiscal era uma exigência do Fundo Monetário Internacional (FMI) para que o Brasil recebesse ajuda. Também eram altas as expectativas entre seus apoiadores, os quais "estavam convencidos de que presenciavam uma alternância histórica comandada por um líder que, pela primeira vez, não era filho de uma família rica, mas vinha das camadas mais humildes da sociedade".
A política econômica descartou uma transição para um modelo de Estado intervencionista ou mesmo ao socialismo, assim como rejeitou tendências populistas e atitudes radicais. O governo Lula foi o primeiro desde a redemocratização a não criar um plano econômico próprio. O Plano Real foi mantido e a autonomia do Banco Central, apesar de não garantida por lei, foi respeitada como forma de buscar ativamente as metas de inflação. As reformas consideradas necessárias pela nova gestão foram executadas de modo programático e gradual. A consolidação da estabilidade econômica ocorreu com o respeito à política macroeconômica, baseada no tripé macroeconômico, composto por flutuação cambial, metas de inflação e austeridade fiscal, bem como conciliando políticas de transferência de renda e aquecimento da economia, com vistas a aumentar o poder de compra da classe baixa. A moderação de Lula na economia decepcionou determinadas correntes de seu partido e personalidades mais à esquerda, ao mesmo tempo em que recebeu elogios dos meios de comunicação liberais e financeiros.

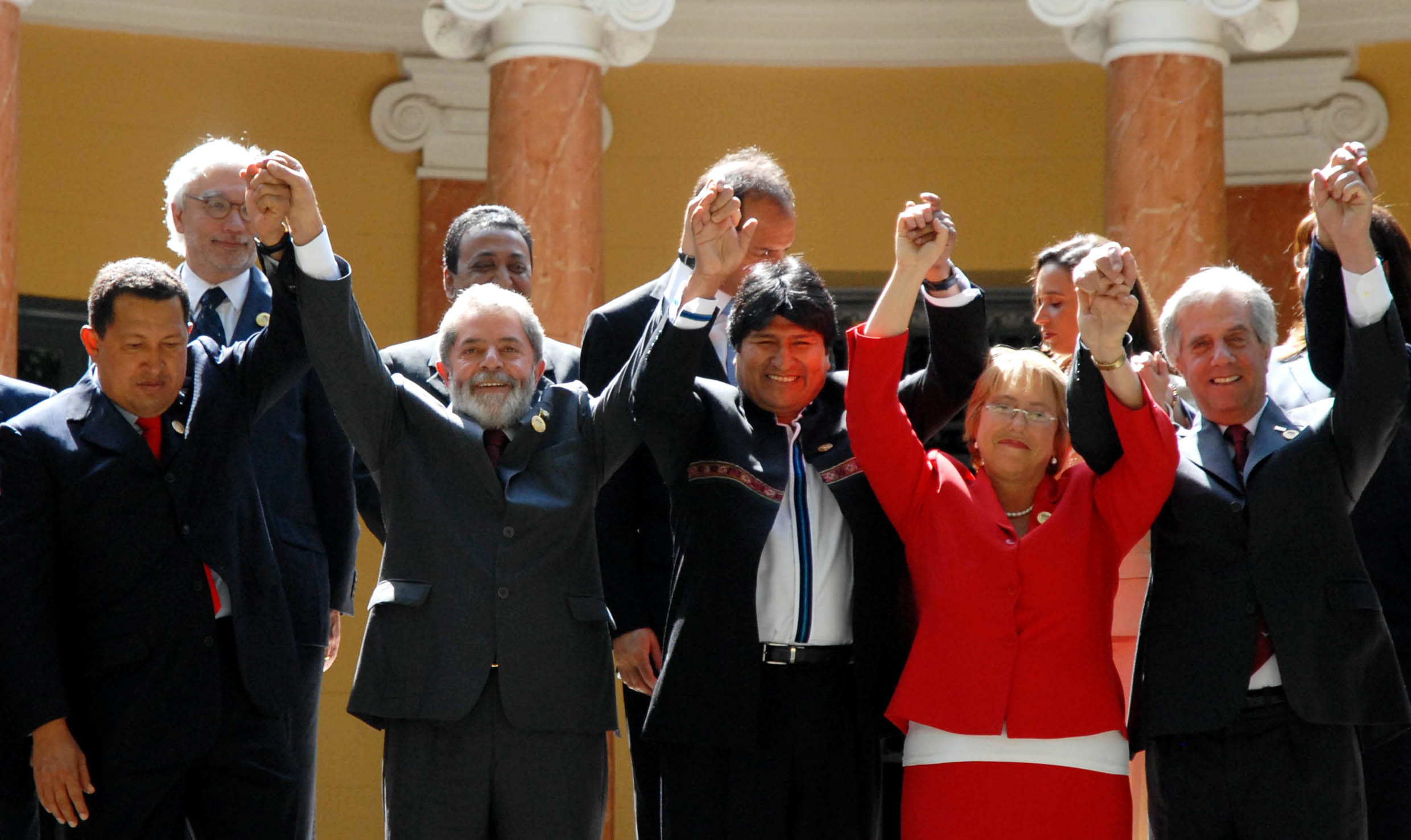
Lula e líderes da UNASUL durante encontro em 2006

Para combater a insegurança alimentar, Lula anunciou, em 2003, a criação do Fome Zero. O programa se tornou a principal vitrine do governo, sendo o Bolsa Família seu carro-chefe. O Bolsa Família é um programa de transferência de renda mensal, variável conforme a composição da família; a título de exemplo, famílias que possuíam gestantes ou crianças com até 15 anos recebiam mais. Como contrapartida, era necessário que as crianças frequentassem a escola e fossem vacinadas. Para as gestantes, era preciso que continuassem recebendo acompanhamento médico. Em seu primeiro ano, o Bolsa Família abrangia 3,6 milhões de famílias, atingindo 12,5 milhões em 2010. Os gastos com esta política social também se multiplicaram, de 0,03% do produto interno bruto em 2003 (570 milhões de reais) para 0,38% em 2010 (14,37 bilhões de reais).
Nas relações internacionais, Lula defendeu um sistema em que os países desenvolvidos do norte dialogassem de modo mais democrático com os em desenvolvimento do sul. Foi contrário à Guerra do Iraque, clamou por uma reforma do Conselho de Segurança da Organização das Nações Unidas que incluísse não apenas o Brasil como membro permanente, mas também outros países como a Alemanha, e seguiu a "diplomacia Sul-Sul", priorizando a interação do Brasil com países em desenvolvimento. Lula engajou-se em negociações comerciais multilaterais, reforçou a integração sul-americana, sendo o Mercosul a prioridade mais importante da diplomacia brasileira, e intensificou as relações com países africanos. De 2003 a 2006, Lula realizou 102 visitas a 52 países, mais do que qualquer outro presidente brasileiro. Destas, 40 viagens foram para países da América do Sul e 20 para da África.
Eleito presidente com uma bancada minoritária no Congresso Nacional, Lula buscou formar alianças com diversos partidos, inclusive com alguns situados mais à direita no espectro político brasileiro. Conseguiu apoio do PP, PTB e parcela do PMDB, às custas de dividir com estes o poder. Após dois anos de governo mantendo maioria no Congresso, o que facilitava a aprovação de projetos de interesse do executivo, uma disputa interna de poder entre os partidos aliados resultou no escândalo do mensalão, irrompido em 2005, o qual consistia em um esquema de pagamento de propina a parlamentares para que votassem a favor de projetos do governo. Lula negou conhecimento desse esquema e se comprometeu a ajudar com as investigações, bem como a combater a corrupção. Mais tarde, 25 réus foram condenados por crimes como corrupção passiva, lavagem de dinheiro e peculato. Lula não foi denunciado criminalmente.

### Reeleição em 2006

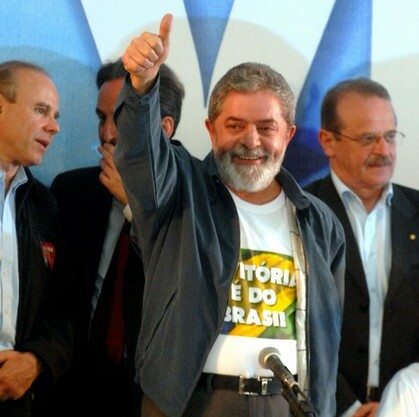
Lula celebra sua reeleição em 29 de outubro de 2006

Em julho de 2006, Lula oficializou sua candidatura à reeleição, mantendo José Alencar como vice. Sua coligação "A Força do Povo" contou com o apoio formal de PT, PRB e PC do B. Na mesma época, uma pesquisa do Datafolha apontou sua vantagem como superior a dois dígitos em relação ao oponente mais forte, o tucano Geraldo Alckmin, ex-governador de São Paulo. A retórica de sua campanha foi mais populista do que em 2002 e comparava o primeiro mandato com o governo FHC. Havia a expectativa de que a reeleição fosse garantida em primeiro turno, e as pesquisas de opinião indicavam esse cenário. No primeiro turno, entretanto, Lula recebeu 48,61% dos votos válidos, enquanto Alckmin somou 41,64%, forçando uma nova votação. O escândalo do dossiê, no qual petistas foram acusados de encomendar um dossiê contra tucanos, e a ausência de Lula no debate da TV Globo foram considerados fatores que enfraqueceram sua candidatura.
A estratégia da campanha mudou, visando apresentá-lo mais uma vez como o candidato "paz e amor", como em 2002. Participou dos debates com Alckmin e permaneceu mais acessível à mídia. Afirmou que Alckmin cortaria gastos da política social — o que o tucano negava — e privatizaria empresas públicas. Em 29 de outubro, Lula foi reeleito com 58,2 milhões de votos, ou 60,83% dos votos válidos. A atuação do governo na área social foi classificada como fundamental para o êxito de sua candidatura, cuja grande bandeira era a continuidade de um "governo para os mais necessitados". Discursando na Avenida Paulista após a confirmação de sua reeleição, Lula prometeu que o Brasil cresceria mais rápido, que "não gastaria mais do que ganha" e que daria mais atenção aos pobres. Referiu que não detinha mais o "direito moral, ético e político de cometer erros daqui para frente".

### Segundo mandato

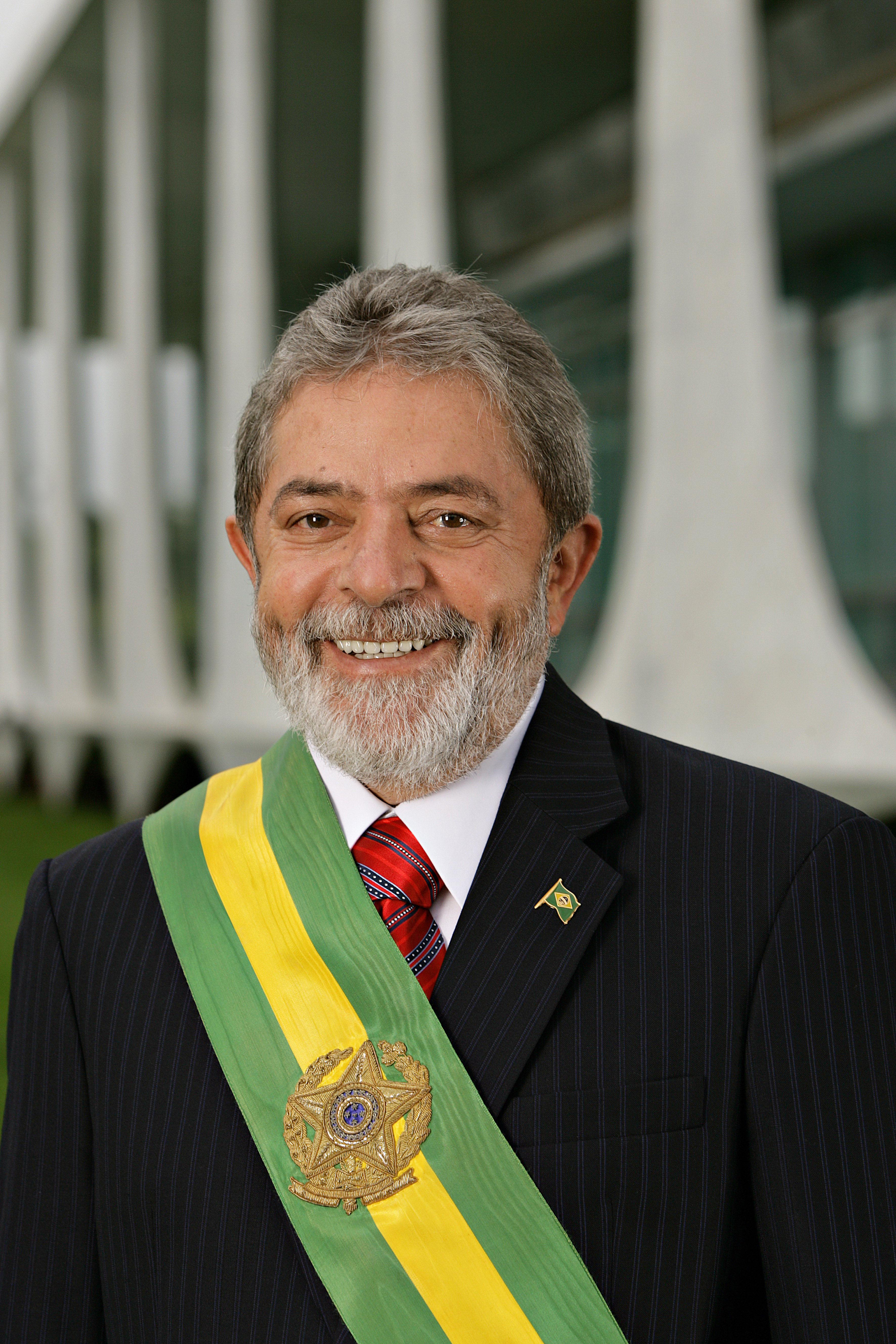
Foto oficial do segundo mandato de Lula

Empossado para seu segundo mandato presidencial em 1.º de janeiro de 2007, Lula reiterou como prioridade avançar nos interesses dos mais pobres. O governo rebateu as acusações de que sua política social era um gasto populista, estabelecido para "comprar os pobres", afirmando que se tratava de uma reparação histórica. O salário mínimo cresceu 23,69% em termos reais no primeiro mandato e 20,94% no segundo. Em paralelo, buscava vigorar o crescimento econômico, com taxas mais altas de crescimento anual do PIB. O Programa de Aceleração do Crescimento (PAC) foi uma das medidas definidas para este fim. O PAC fixou ações na infraestrutura, estímulo ao crédito e financiamento, desoneração tributária e metas fiscais de longo prazo.
Para seu segundo mandato, Lula contou com apoio de uma coalizão formada pelo PT e pela maior parte do PMDB, além do PDT, PSB, PC do B, PR, PP, PTB, PHS, PTC, PV, PRB e PSC. Os líderes de tais partidos possuíam assento no Conselho Político e reuniam-se com o presidente e os ministros de Estado. Dentre os parlamentares aliados, Lula elogiou Fernando Collor, Renan Calheiros e José Sarney, defendendo este último quando fora acusado de corrupção. A base aliada ajudou o governo durante os processos de confirmação de seus indicados para o Supremo Tribunal Federal. De 2003 a 2010, Lula designou oito ministros para a corte, sendo todos aprovados pelo Senado. Dentre eles, Joaquim Barbosa foi o terceiro negro a integrar o STF e Cármen Lúcia a segunda mulher a tornar-se ministra.
Sob o governo Lula, o Brasil ampliou ou fortaleceu suas relações com países que não faziam parte do Mundo ocidental. O presidente buscava diversificar as relações exteriores, atuando como um "garoto-propaganda" como meio de vender os produtos brasileiros em novos mercados. A ampliação dos parceiros comerciais incluiu países como Irã, Venezuela, Sudão, Líbia, Cuba e Guiné Equatorial, os quais eram acusados de práticas atentatórias aos direitos humanos. Em 2009, Lula defendeu o direito do Irã de possuir um programa nuclear para fins pacíficos e, no ano seguinte, ajudou a negociar um acordo sobre o tema. Também em seu mandato, o Brasil enviou tropas para o Haiti, inicialmente por conta do contexto social naquele país e, após, para reconstruí-lo em decorrência de um terremoto.
Em 2010, o governo criou o Sistema de Seleção Unificada (SISU) no contexto de uma política que buscava facilitar o acesso ao ensino superior. Para este propósito, o Fundo de Financiamento ao Estudante do Ensino Superior (FIES) foi aprimorado, permitindo que mais jovens de baixa renda chegassem às universidades, e foram construídas 18 universidades federais e 173 campus universitários. O Programa Universidade para Todos (Prouni) foi o principal responsável pela inserção de afrodescendentes no ensino superior; de 2003 a 2010, mais jovens negros ingressaram nas universidades do que nos vinte anos anteriores.
Dando continuidade às propostas de política habitacional lançadas nos anos anteriores, com o apoio das aplicações no Sistema Brasileiro de Poupança e Empréstimo, do PAC, do Plano Nacional de Habitação (PlanHab) e do programa Minha Casa, Minha Vida, criado em 2009, os recursos destinados para a habitação popular passaram de cerca de 8 bilhões de reais em 2002 para mais de 90 bilhões em 2010. Segundo Nabil Bonduki, o PlanHab reconheceu a diversidade da rede urbana e da zona rural brasileira, superando a homogeneidade com que a questão habitacional vinha sendo tratada e, além de identificar os déficits quantitativos e qualitativos, projetou as necessidades futuras, "o que significou uma inovação relevante". Entre 2009 e 2010 o Minha Casa, Minha Vida contratou a construção de mais de um milhão de unidades habitacionais, entregando 237 800 destas até o fim de 2010, enquanto as demais estavam em fase de produção. Contudo, esses programas enfrentaram muitas dificuldades e suas diretrizes não foram implementadas integralmente e, mesmo representando um alívio no déficit habitacional crônico do Brasil, em muitos casos a qualidade das construções foi considerada baixa.
O segundo mandato de Lula foi mais calmo. O presidente não apenas era objeto indiscutível da afeição popular, como foi o primeiro presidente a trazer um modesto bem-estar a muitas pessoas e agora estava no controle total de seu próprio governo. Quando a Grande Recessão provocou consequências significativas nos Estados Unidos e na Europa, Lula declarou que o Brasil sentiria apenas "uma marolinha". Em 2008, a economia do Brasil estava em bom estado para resistir à crise financeira global; a expansão da economia brasileira durou pelo menos até 2014.

### Impacto e legado

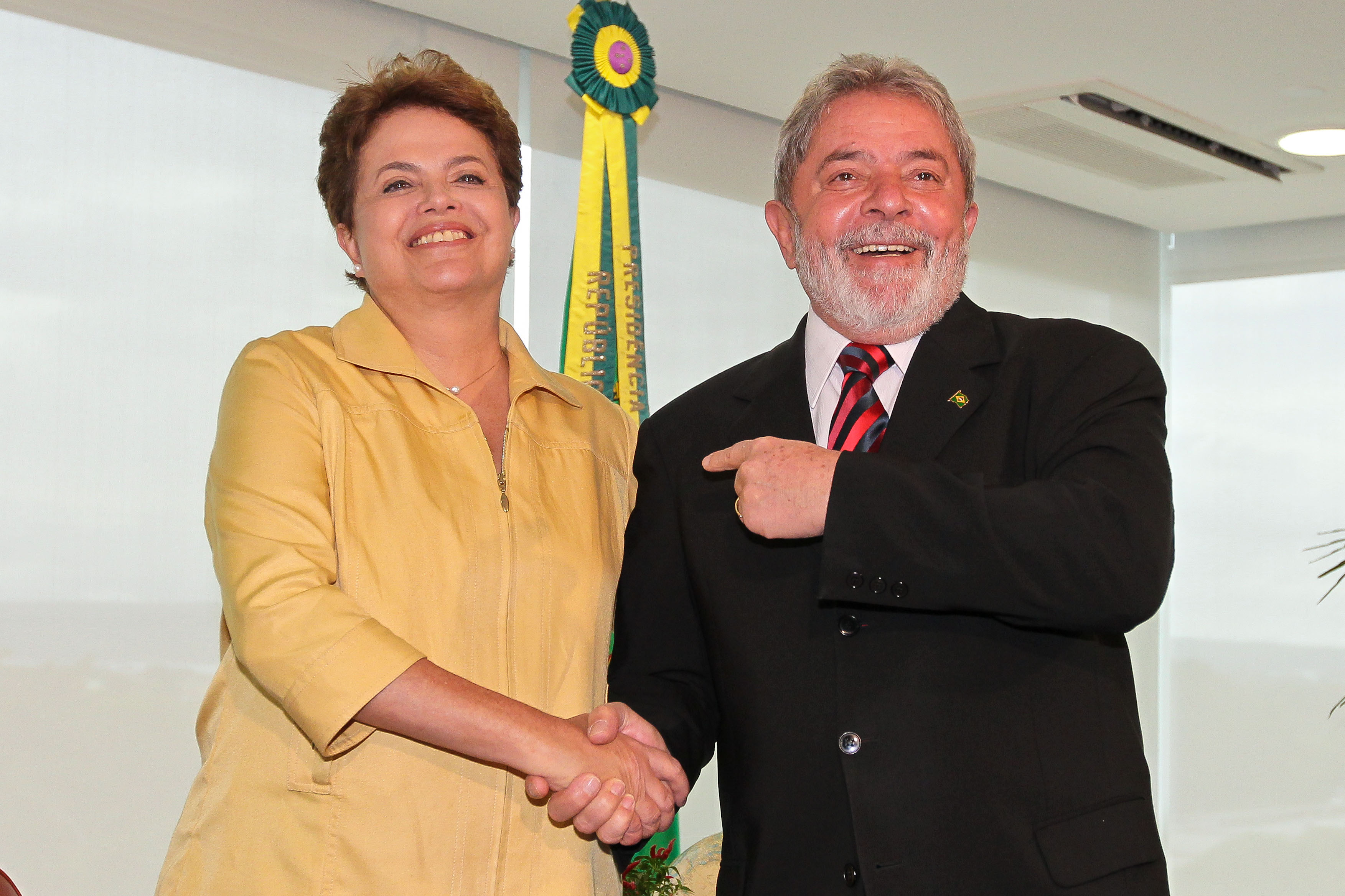
Lula e sua sucessora, Dilma Rousseff

Em 2002, o Brasil ocupava a 14.ª posição no ranking global de economias, segundo dados do FMI, chegando a subir para a 7.ª posição em 2011. Geralmente se coloca entre as maiores conquistas dos governos de Lula as que ocorreram na área social, em particular a redução da pobreza e da fome. O índice Gini de desigualdade social caiu de 57,6 em 2002 para 52,9 em 2011. De 2003 a 2014, a quantidade de pessoas abaixo da linha da pobreza caiu de 42 milhões para 14 milhões; no mesmo período, o número de brasileiros na extrema pobreza passou de 13 milhões para 5 milhões. Em 2000, 10,9% da população encontrava-se em estado de desnutrição, reduzindo para 5,6% em 2007 e para 2,5% em 2014. Em 2010, Lula recebeu o título de "Campeão Mundial na Luta Contra a Fome", concedido pela Organização das Nações Unidas.
Durante o governo Lula, houve escândalos de corrupção, como o mensalão no primeiro mandato, e o escândalo dos cartões corporativos no segundo. Após deixar o cargo, foram descobertos desvios na Petrobras estimados pela Polícia Federal em 42,8 bilhões de reais. É controversa a atuação de Lula nestes casos: se por um lado os investigadores e a oposição o acusam de ter conhecimento e até de comandar tais esquemas, Lula defendeu a atuação de seu governo, pontuando medidas como a autonomia da Polícia Federal, a escolha do procurador-geral da República dentre o mais votado da lista tríplice e a não obstacularização das investigações.
A ênfase nas políticas sociais e a boa repercussão delas foram fatores essenciais para garantir a manutenção da sua popularidade em meio às crises políticas. Ao fim do seu segundo mandato indicadores de diversas áreas registravam desempenho positivo. Além da queda da desigualdade e a redução de pessoas passando fome e vivendo na pobreza, o analfabetismo entre pessoas com mais de 15 anos caiu de 11,6% em 2003 para 8,6% em 2011, as reservas internacionais passaram de 49,3 bilhões de dólares em 2003 para 288,5 bilhões em 2010, o salário mínimo continuava tendo ganho real, o desemprego caiu de 10% em 2003 para 6,9% em 2011, a inflação diminuiu de 14,7% em 2003 para 6,6% em 2011 e a Taxa Selic, inicialmente em 25,36% em 2003, estava em 11,17% em 2011.
Na eleição presidencial de 2010, Dilma Rousseff foi eleita presidente da República. O apoio de Lula foi fundamental para o êxito de sua candidatura. O Wilson Center apontou que "pesquisas de opinião pública revelam que o brasileiro médio quer a continuação das políticas de Lula, mais especificamente, sustentando o crescimento econômico, gerenciando os investimentos em infraestrutura e aprofundando a política social". Lula deixou o cargo com aprovação pessoal superior a 80%, a melhor avaliação popular da história do país.

## Pós-presidência (2011–2022)
Após deixar a presidência, Lula iniciou uma carreira como palestrante. Sua primeira palestra foi em março de 2011, para executivos da LG. As estimativas dos valores de suas palestras rondaram a casa dos 200 mil reais no Brasil e 332 mil reais no exterior. Lula manteve-se como articulador político, aconselhando Dilma e seu governo. Entre outubro de 2011 e março de 2012, visitou mais de 30 países. Em 2012, impôs no âmbito interno de seu partido a vitoriosa candidatura de Fernando Haddad à prefeitura de São Paulo, apostando em Haddad como uma renovação. Em 2013, assinou um contrato com o jornal norte-americano The New York Times para escrever uma coluna mensal no jornal sobre política e economia internacionais. Em 2014, contrariando rumores, declarou que não disputaria a presidência naquele ano.

### Operação Lava Jato
| |  |  |
| Manifestações contrárias e favoráveis a Lula durante os processos judiciais envolvendo a Operação Lava Jato |  |  |

Em 2014, com o início da Operação Lava Jato, investigadores passaram a apurar desvios bilionários ocorridos na Petrobras durante os governos Lula e Dilma. O esquema, intitulado "Petrolão", envolvia a cobrança de propina das empreiteiras, assim como lavagem de dinheiro e superfaturamentos de obras públicas, como meio de financiar políticos, funcionários, partidos e campanhas eleitorais. De acordo com investigações e delações premiadas, estavam supostamente envolvidos em corrupção membros da Petrobras, funcionários públicos e políticos eleitos, incluindo Lula. A Operação Lava Jato foi saudada por seu combate à corrupção, mas apontada como uma das causas para a perda de investimentos e de milhões de empregos.
A presidente Dilma foi reeleita para seu segundo mandato em 2014, contando com o engajamento de Lula na campanha. No entanto, a crise econômica e política e as revelações da Operação Lava Jato contribuíram para o aumento generalizado da insatisfação popular. A partir do início de 2016, a vida política de Lula passou a mostrar-se conturbada, com investigações contra si por acusações como lavagem de dinheiro, falsidade ideológica e ocultação de patrimônio. Lula eventualmente se tornou réu em dez ações penais no âmbito da Operação Lava Jato.
De acordo com os investigadores, Lula recebeu propina de empreiteiras, como a OAS e a Odebrecht (atual Novonor). Em março de 2016, o senador petista Delcídio do Amaral afirmou que Lula possuía conhecimento do esquema e agiu direta e pessoalmente para barrar as investigações. No mesmo mês, Lula foi designado pela presidente Dilma para o cargo de ministro-chefe da Casa Civil. Como a função confere a prerrogativa do foro privilegiado, a nomeação foi criticada por alguns juristas, que a consideravam uma tentativa de impedir que os processos contra o ex-presidente fossem julgados pelo juiz Sergio Moro. Houve protestos em 18 estados e no Distrito Federal contra a nomeação. Em 18 de março, o ministro Gilmar Mendes, do STF, suspendeu a nomeação, julgando que Lula tinha a intenção de fraudar as investigações. O Deutsche Welle considerou que a indicação de Lula era a "última cartada de Dilma", que buscava dar sobrevida ao seu governo e decidiu conferir amplos poderes ao antecessor em temas como articulação política e economia. Em agosto de 2016, Dilma foi destituída da presidência pelo Senado.
Em 2017, Lula foi condenado pelo juiz Sergio Moro a nove anos e seis meses de prisão por corrupção passiva e lavagem de dinheiro, incluindo o recebimento de propina da OAS no valor de 2,2 milhões de reais. Lula foi o primeiro ex-presidente brasileiro a ser condenado criminalmente desde a redemocratização. No início de 2018, o Tribunal Regional Federal da 4.ª Região, em decisão unânime, manteve a condenação e aumentou a pena para doze anos e um mês. Após a Suprema Corte rejeitar emitir um habeas corpus preventivo em seu favor, Lula entregou-se à Polícia Federal em 7 de abril de 2018, passando a cumprir sua pena e convertendo-se no primeiro ex-presidente do Brasil a ser preso por um crime comum. Em 2019, foi novamente condenado, a doze anos e onze meses de reclusão, pelo recebimento de vantagens indevidas. A condenação foi ratificada pelo STJ em julgamento unânime.
Durante as investigações e no período em que permaneceu preso, Lula rejeitou as acusações e prometeu que provaria sua inocência. Lula acusava os promotores e o Judiciário, em especial Moro, de serem parciais e lhe condenarem, sem provas, por questões políticas. Em 2019, Moro se tornou ministro do governo Bolsonaro e diálogos divulgados pelo The Intercept revelaram um conluio entre o magistrado e promotores no decorrer dos processos envolvendo Lula. Em 8 de novembro de 2019, foi solto após o STF julgar que a prisão em segunda instância era inconstitucional, tendo completado 580 dias na prisão. Em 2021, o ministro Edson Fachin, em decisão mais tarde referendada pela maioria de seus pares, anulou todas as condenações contra Lula em relação à operação Lava Jato, julgando que a Justiça Federal de Curitiba não possuía competência para julgar tais processos. No mesmo ano, a corte decidiu que Moro era suspeito para julgá-lo. Assim, Lula não possui condenação com trânsito em julgado, sendo considerado juridicamente inocente de três acusações; em 23 casos os inquéritos foram arquivados ou as denúncias rejeitadas por prescrição, falta ou nulidade de provas e inépcia.

### Candidatura presidencial em 2018

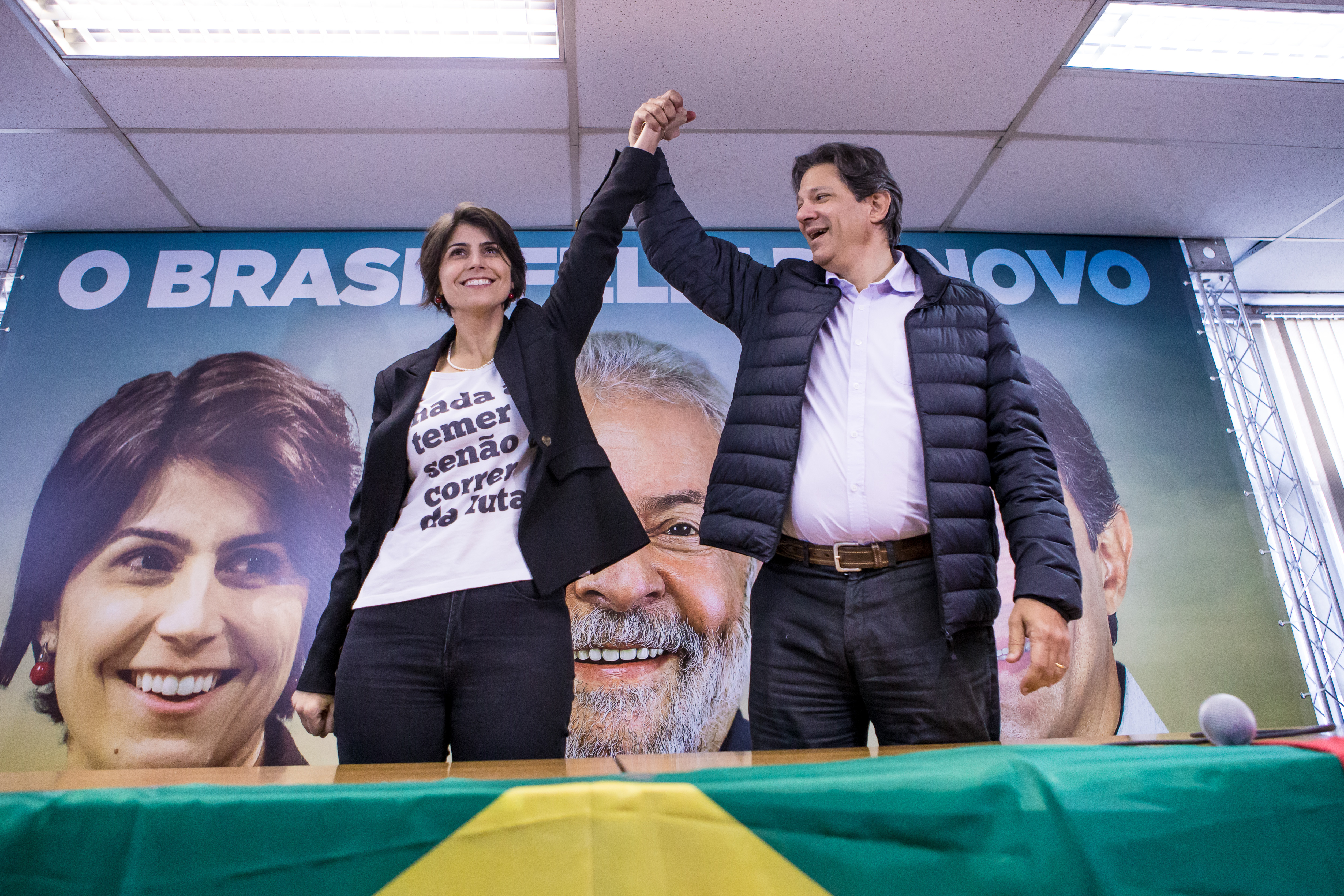
Em 2018, Lula oficializou sua candidatura à presidência, mas foi impedido pela Justiça Eleitoral e substituído pela chapa Fernando Haddad e Manuela d'Ávila (na imagem)

Em 2017, Lula anunciou publicamente que seria novamente o candidato do PT à presidência da República. Em setembro daquele ano, saiu em caravana pelos estados do Brasil, começando por Minas Gerais. No ano seguinte, ao atravessar a região Sul do país, a caravana petista foi recebida com protestos. No Paraná, o ônibus da comitiva foi atingido por tiros, e no Rio Grande do Sul, militantes pró-Lula foram atingidos por pedras. Mesmo após sua prisão, o PT insistiu e manteve Lula como candidato do partido à presidência. As pesquisas apontavam Lula na liderança do pleito; em junho de 2018, possuía 33% das intenções de votos, conforme o Ibope, mais que o dobro do segundo colocado, o deputado federal Jair Bolsonaro. De dentro da cadeia, articulou uma aliança nacional com o PC do B e alianças regionais com o PSB, contribuindo para isolar a candidatura de seu maior adversário no campo da esquerda, o ex-governador Ciro Gomes.
O PT oficializou a candidatura de Lula em 5 de agosto, em São Paulo. Na impossibilidade da presença física do candidato, uma carta sua foi lida. Fernando Haddad foi oficializado como candidato a vice-presidente, representando Lula em eventos e debates. Esperava-se que, com a declaração da inelegibilidade de Lula, nos termos da Lei da Ficha Limpa, Haddad passaria à condição de presidenciável. Em meados de agosto, o comitê de Direitos Humanos da ONU recomendou que Lula não fosse impedido de concorrer até que sua condenação transitasse em julgado. No entanto, em setembro, o Tribunal Superior Eleitoral indeferiu o registro de sua candidatura. No dia seguinte, o PT anunciou oficialmente que Haddad seria o novo candidato do partido, contando com Manuela d'Ávila como vice. Bolsonaro venceu com 55,13% dos votos válidos, contra 44,87% de Haddad.

### Campanha presidencial de 2022

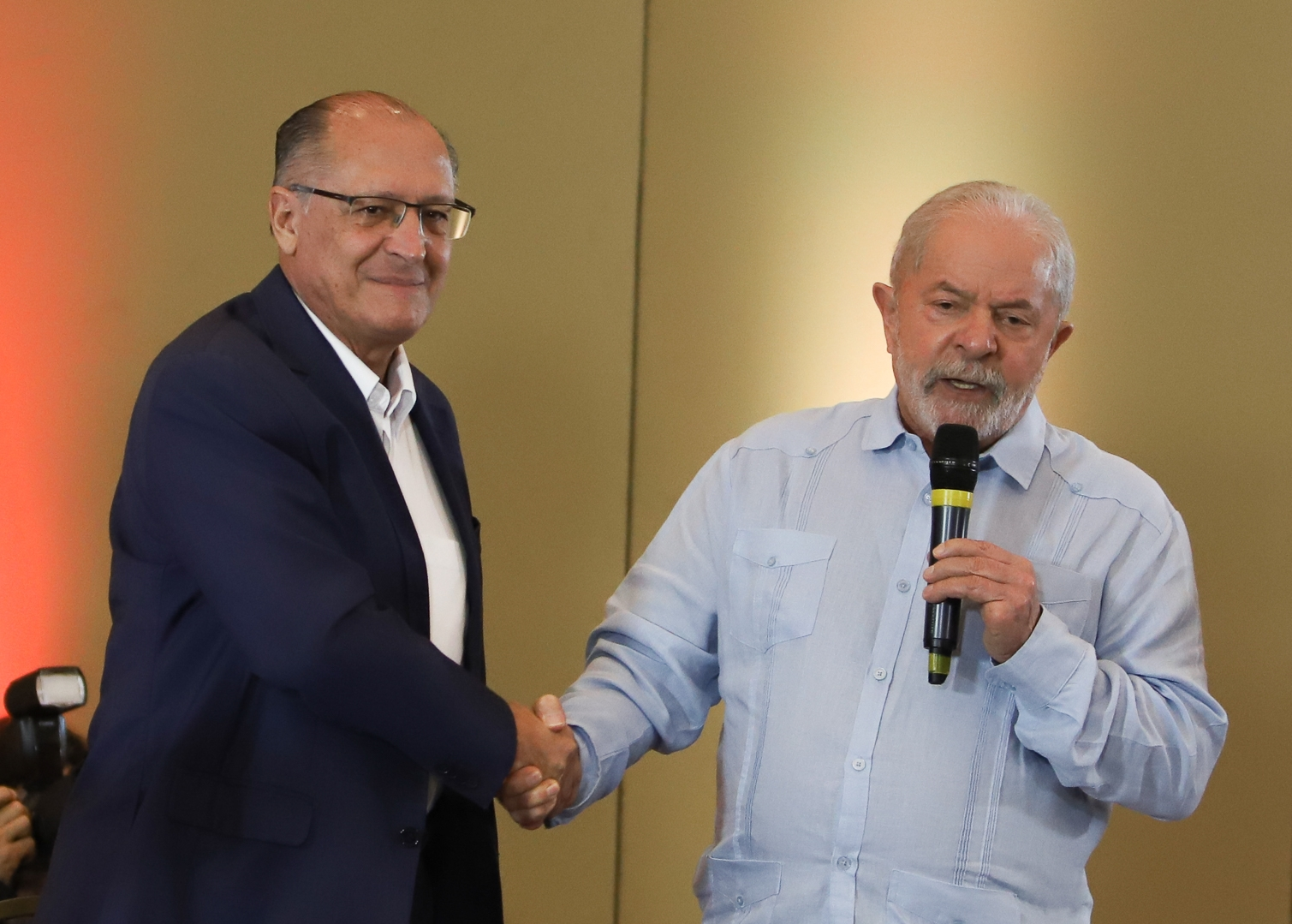
Lula formalizando a chapa presidencial com Geraldo Alckmin como vice

Solto da prisão em 2019 e com os direitos políticos restaurados, Lula pavimentou sua campanha pelo retorno à presidência da República na eleição de 2022, buscando uma vitória contra o candidato à reeleição Jair Bolsonaro, cujo governo encontrava-se desgastado, principalmente, por medidas negacionistas tomadas durante a pandemia de COVID-19 e políticas econômicas, ambientais e culturais. O PT reuniu em sua coligação nove partidos, entre os quais o PSB, que integrou a chapa lançando o candidato a vice-presidente Geraldo Alckmin, antigo adversário político de Lula que havia se desfiliado do PSDB, em uma aliança considerada "improvável". Estiveram na coalizão também partidos como o PSOL, que deixou de lançar candidatura própria em contraponto ao programa do PT para apoiar Lula em uma frente de esquerda, afirmando ser parte de um "processo de superação da extrema-direita" que se iniciaria com a derrota de Bolsonaro.
Lula defendeu um programa centrado nas questões sociais, em particular no poder de compra, e na proteção ambiental. Nas semanas que antecederam o pleito, Bolsonaro aumentou os benefícios sociais, cortou impostos e pressionou a Petrobras a diminuir os preços dos combustíveis. O governo Bolsonaro gastou, até meados de 2022, cerca de 343,4 bilhões de reais para garantir a reeleição do presidente. Lula criticou o "uso da máquina pública" para fins eleitorais por parte do governo, alegando ser sem precedentes no Brasil. No decorrer da campanha, Lula firmou uma "frente ampla" com o apoio de diversas figuras políticas, incluindo os ex-presidentes Fernando Henrique Cardoso e José Sarney, além de Simone Tebet, terceira colocada no pleito presidencial, que se engajou em sua campanha.
Lula terminou o primeiro turno da eleição com 57,2 milhões de votos, ou 48,43%, contra 51 milhões, ou 43,20%, de Bolsonaro, avançando para o segundo turno. Em 30 de outubro, tornou-se o primeiro candidato a derrotar um presidente incumbente ao receber 60,3 milhões de votos (50,9%), ante os 58,2 milhões do adversário (49,1%). Esses resultados tornaram a disputa presidencial a mais acirrada da história. Em seu discurso de vitória, afirmou: "[...] essa não é uma vitória minha, não é uma vitória só do PT. Essa foi uma vitória de todas as mulheres e homens que amam a democracia, que querem liberdade, que querem um país mais justo. Essa foi a vitória das pessoas que querem mais cultura, que querem mais educação, que querem mais fraternidade, mais igualdade". Lula classificou ainda o governo derrotado como fascista.

## Presidência do Brasil (2023–presente)

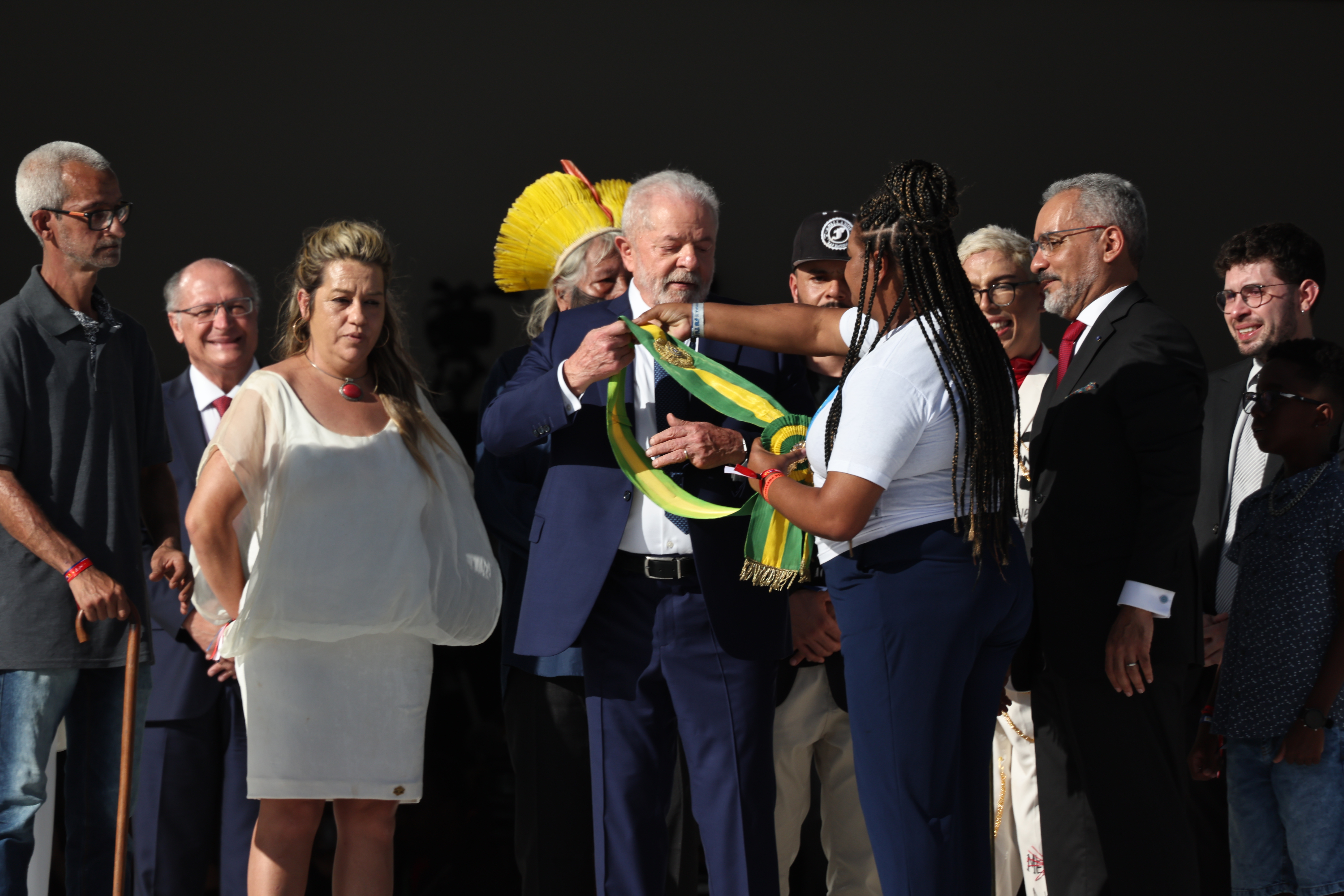
Lula recebendo a faixa presidencial de populares

A transição presidencial para o governo Lula iniciou no início de novembro de 2022. Ainda assim, Bolsonaro não congratulou o presidente eleito nem reconheceu sua derrota. Durante os últimos meses do ano, apoiadores ferrenhos de Bolsonaro realizaram manifestações golpistas em todo o país contra a vitória de Lula e, inflamados pela desconfiança de Bolsonaro no sistema eleitoral e nas urnas eletrônicas, pediram intervenção militar para impedir seu retorno ao Executivo federal.
Em 1.º de janeiro de 2023, Lula foi empossado sem receber a faixa presidencial do antecessor; foi encontrada como alternativa a transferência simbólica por pessoas que representavam diferentes setores da sociedade brasileira. Sob o slogan "União e reconstrução", o governo foi composto inicialmente por 37 ministérios, dos quais onze eram comandados por mulheres, o maior número da história política do país. Uma semana depois de sua posse, uma tentativa de golpe contra seu governo acabou não logrando êxito.

## Vida pessoal

### Casamentos e filhos
Em 24 de maio de 1969, Lula casou-se com a operária mineira Maria de Lourdes da Silva, irmã de seu melhor amigo, Jacinto Ribeiro dos Santos, o "Lambari". Lourdes contraiu hepatite no oitavo mês de gravidez, em junho de 1971, falecendo quando os médicos decidiram fazer uma cesariana para tentar salvar mãe e filho, que também não sobreviveu.
Em 1974, teve uma filha chamada Lurian com a enfermeira Miriam Cordeiro, sua namorada na época. Mais tarde no mesmo ano, casou-se com a então viúva Marisa Letícia Casa dos Santos, vindo anos depois a adotar o filho dela, Marcos Cláudio, que nem chegara a conhecer o pai biológico. O casamento de mais de trinta anos com Marisa gerou três filhos: Fábio Luís (1975), Sandro Luís (1979), e Luís Cláudio (1985). Marisa morreu em 2017, em decorrência de um acidente vascular cerebral.
Ainda em 2017 Lula iniciou um relacionamento com a socióloga Rosângela da Silva, conhecida como Janja, que só se tornou público em 2019, quando o ex-presidente estava preso em Curitiba. Casaram-se em 18 de maio de 2022.
No fim de seu segundo mandato, em 2010, o Ministério das Relações Exteriores concedeu um passaporte diplomático a seu filho Luís Cláudio. O passaporte diplomático destina-se a autoridades, diplomatas ou pessoas que representem o país no exterior, dando privilégios em diversos países. Em decisão judicial de 2012 expedida pela 14.ª Vara Federal do Distrito Federal, o passaporte foi suspenso. A decisão proferida alegou que houve "absoluta confusão de interesses públicos com interesses pessoais".
Em 1 de março de 2019, o neto de Lula, Arthur Lula da Silva, morreu aos 7 anos em decorrência de infecção generalizada provocada pela bactéria Staphylococcus aureus, que costuma ser encontrada em infecções de pele. A causa de morte do neto, levado ao Hospital Bartira, em Santo André (SP), foi confirmada pelo laudo do exame que descartou meningite.

### Saúde
Em 29 de outubro de 2011, Lula foi diagnosticado com câncer de laringe pela equipe do médico Paulo Hoff, do Hospital Sírio-Libanês. Fumante durante quarenta anos, após começar a apresentar rouquidão por um tempo prolongado, foi identificado um tumor maligno de tamanho médio (dois a três centímetros) na laringe. A assessoria de imprensa do Instituto Lula, sua organização não governamental, informou que o tratamento iria iniciar com uma sessão de quimioterapia em 31 de outubro, mas, a pedido de Lula, não foi divulgado o número de sessões realizadas. No entanto, foi divulgada a duração aproximada do tratamento, que se estimava de três meses segundo o oncologista Artur Katz, responsável pelo tratamento. Lula realizou o tratamento no Hospital Sírio-Libanês.
Antecipando-se aos efeitos adversos da quimioterapia, que incluem a alopecia, cortou a barba e os cabelos, deixando apenas o bigode. Em 28 de março de 2012, o Hospital Sírio-Libanês informou que os exames de Lula mostravam "ausência de tumor visível", demonstrando boa resposta ao tratamento. Em vídeo, Lula disse que sentia intensa náusea, o que o impedia de se alimentar e o fez emagrecer cerca de 16 quilos rapidamente, além de manter uma dieta ausente de sólidos.
Em janeiro de 2021, foi diagnosticado com COVID-19 durante uma viagem a Cuba, onde manteve-se em quarentena. Em abril de 2022, recebeu a quarta dose da vacina contra a doença. Em junho de 2022, foi novamente diagnosticado com COVID-19, permanecendo assintomático.
Em 19 de outubro de 2024, Lula sofreu um acidente doméstico no Palácio da Alvorada, com "ferimento corto-contuso em região occipital". Enquanto cortava as unhas das mãos sentado em um banco, caiu e bateu a cabeça, lesionando a parte de trás dela. Como consequência, precisou levar cinco pontos e, liberado no mesmo dia, teve de cancelar uma viagem marcada a Rússia por orientação médica. Em 10 de dezembro – cerca de dois meses depois –, Lula acordou sentindo "algumas coisas estranhas" e fez uma tomografia; como ela mostrava uma hemorragia intracraniana decorrente do acidente de outubro, o presidente foi internado às pressas naquela noite e realizou uma cirurgia de emergência no dia seguinte.

## Imagem pública

### Prêmios e honrarias

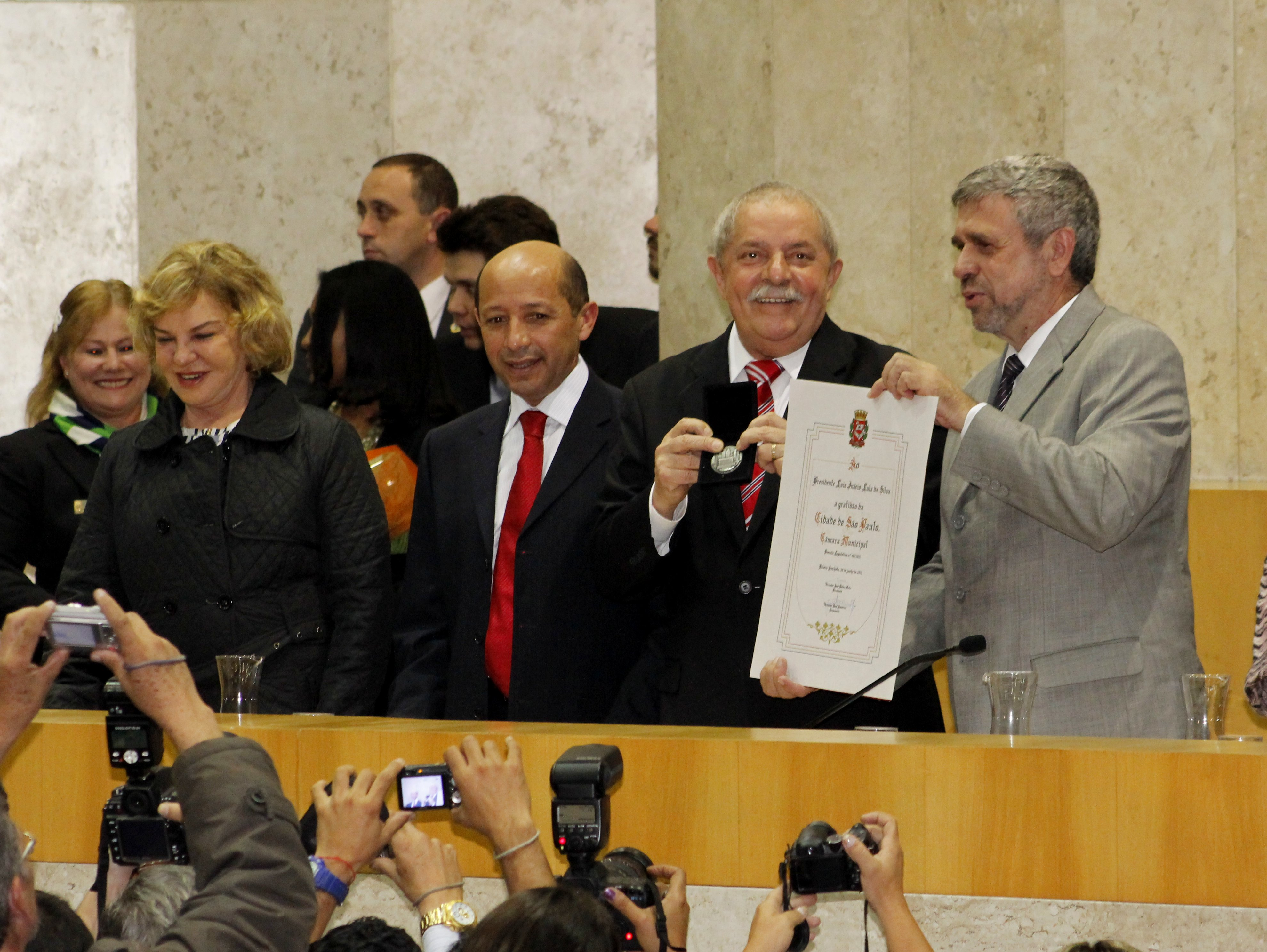
Lula recebendo o Título de Cidadão Paulistano e a Medalha Anchieta da Câmara Municipal de São Paulo em 2012

Em 2025, Lula foi agraciado pela 37.ª vez com o título de doutor honoris causa, sendo o último conferido pela Universidade Paris 8 Em 2020, foi condecorado pela prefeita Anne Hidalgo como cidadão honorário de Paris. Também em 2025, recebeu honraria da Academia Francesa, sendo o segundo brasileiro, após Dom Pedro II.
Dentre os prêmios recebidos por Lula no Brasil, estão a Ordem do Mérito Militar, a Ordem do Mérito Naval, a Ordem do Mérito Aeronáutico, a Ordem do Cruzeiro do Sul, a Ordem do Rio Branco, a Ordem Nacional do Mérito e a Ordem do Mérito Judiciário Militar. Em âmbito internacional, foi condecorado com as medalhas da Ordem da Águia Asteca (México), a Ordem Amílcar Cabral (Cabo Verde), a Ordem da Liberdade, a Ordem Militar da Torre e Espada, do Valor, Lealdade e Mérito e a Ordem de Camões (Portugal), a Ordem Nacional do Mérito (Argélia), a Ordem de Boyacá (Colômbia), e a Ordem Marechal Francisco Solano López (Paraguai).
Em 2009, a Forbes considerou Lula a 33.ª pessoa mais poderosa do mundo, e os jornais Le Monde e El País classificaram-no como o "homem do ano". Para o Financial Times, Lula foi uma das 50 pessoas que moldaram a década de 2000 devido a seu "charme e habilidade política" e também por ser "o líder mais popular da história do país". Em 2010, o jornal Haaretz escreveu que ele era o "profeta do diálogo" por suas intermediações em busca da paz no Oriente Médio. Nos anos de 2004, 2010 e 2023, foi incluído na lista das cem pessoas mais influentes do mundo, elaborada pela revista Time.